# Chiry-Ourscamp
Chiry-Ourscamp est une commune française située dans le département de l'Oise en région Hauts-de-France.

## Géographie

### Localisation

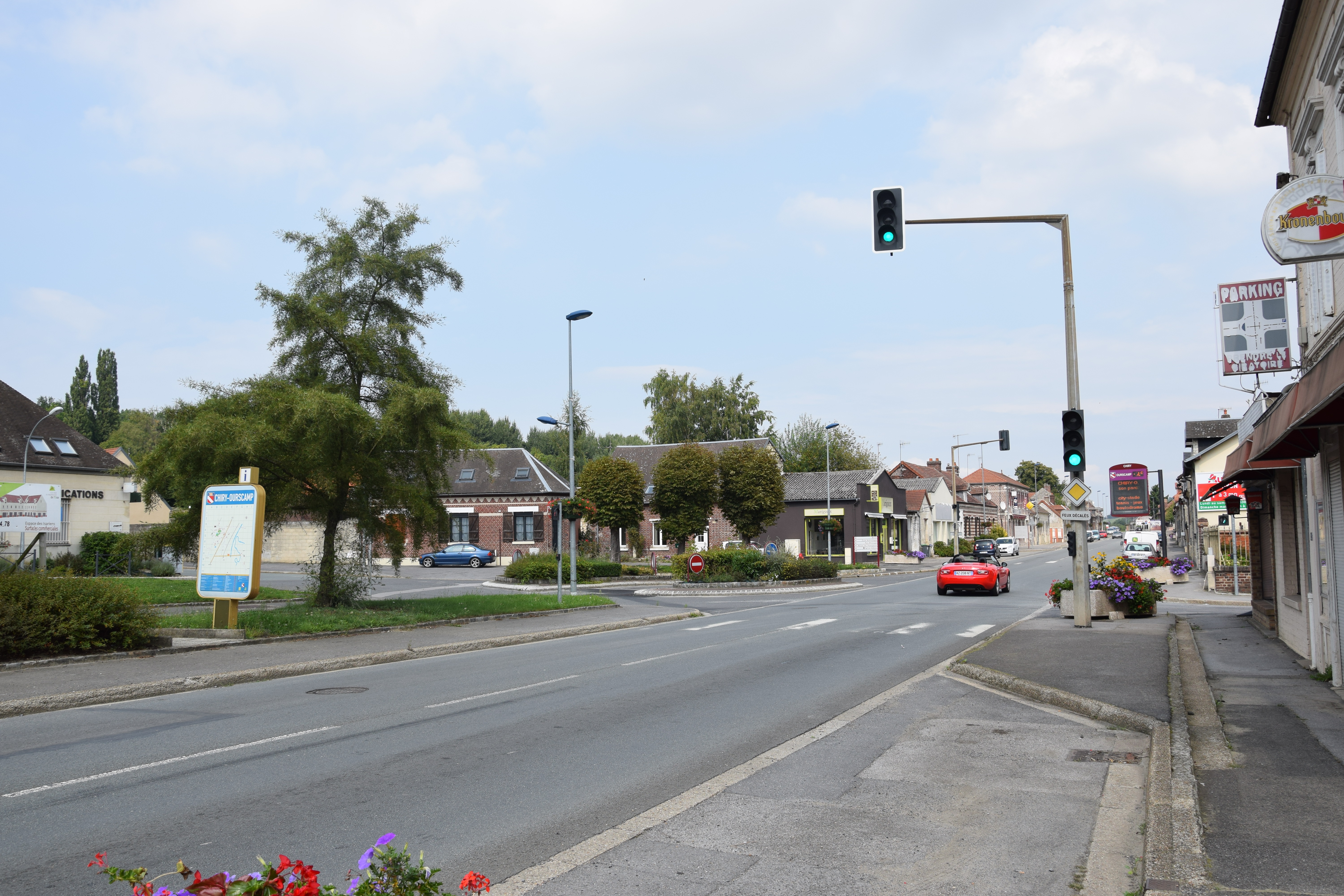
Ambiance de la commune.

La commune de Chiry-Ourscamp est située en rive droite (Chiry) et en rive gauche (Ourscamp) de l'Oise.
Elle se trouve dans l'aire d'attraction de Compiègne ainsi que dans sa zone d'emploi, et dans le bassin de vie de Thourotte

### Communes limitrophes
Les communes limitrophes sont Bailly, Carlepont, Passel, Pimprez, Ribécourt-Dreslincourt, Sempigny et Ville.
| Ville                  | Passel         | Sempigny  |
| Ribécourt-Dreslincourt | Chiry-Ourscamp | Carlepont |
| Pimprez                | Bailly         |           |

### Hydrographie

#### Réseau hydrographique

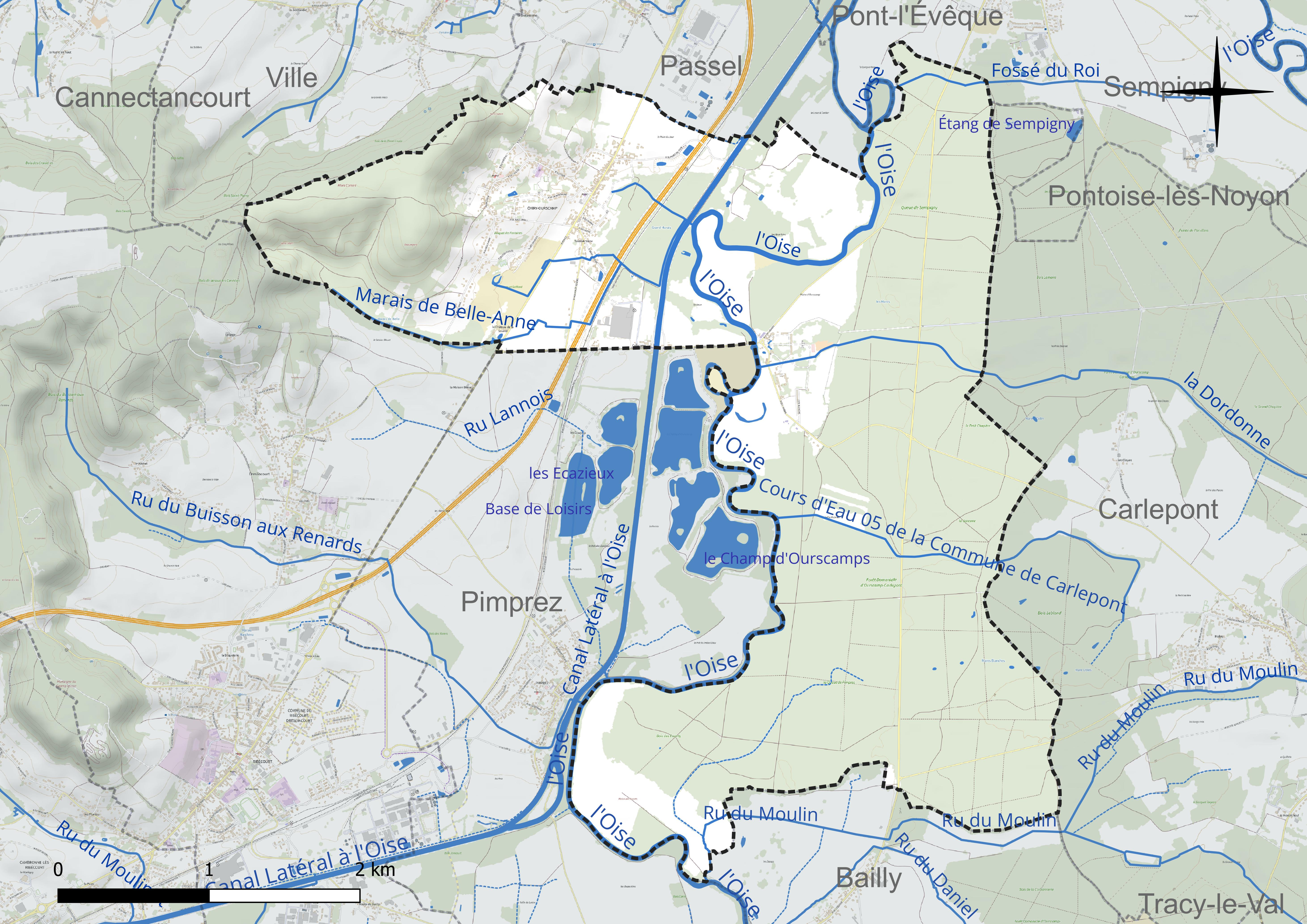
Réseau hydrographique de la commune

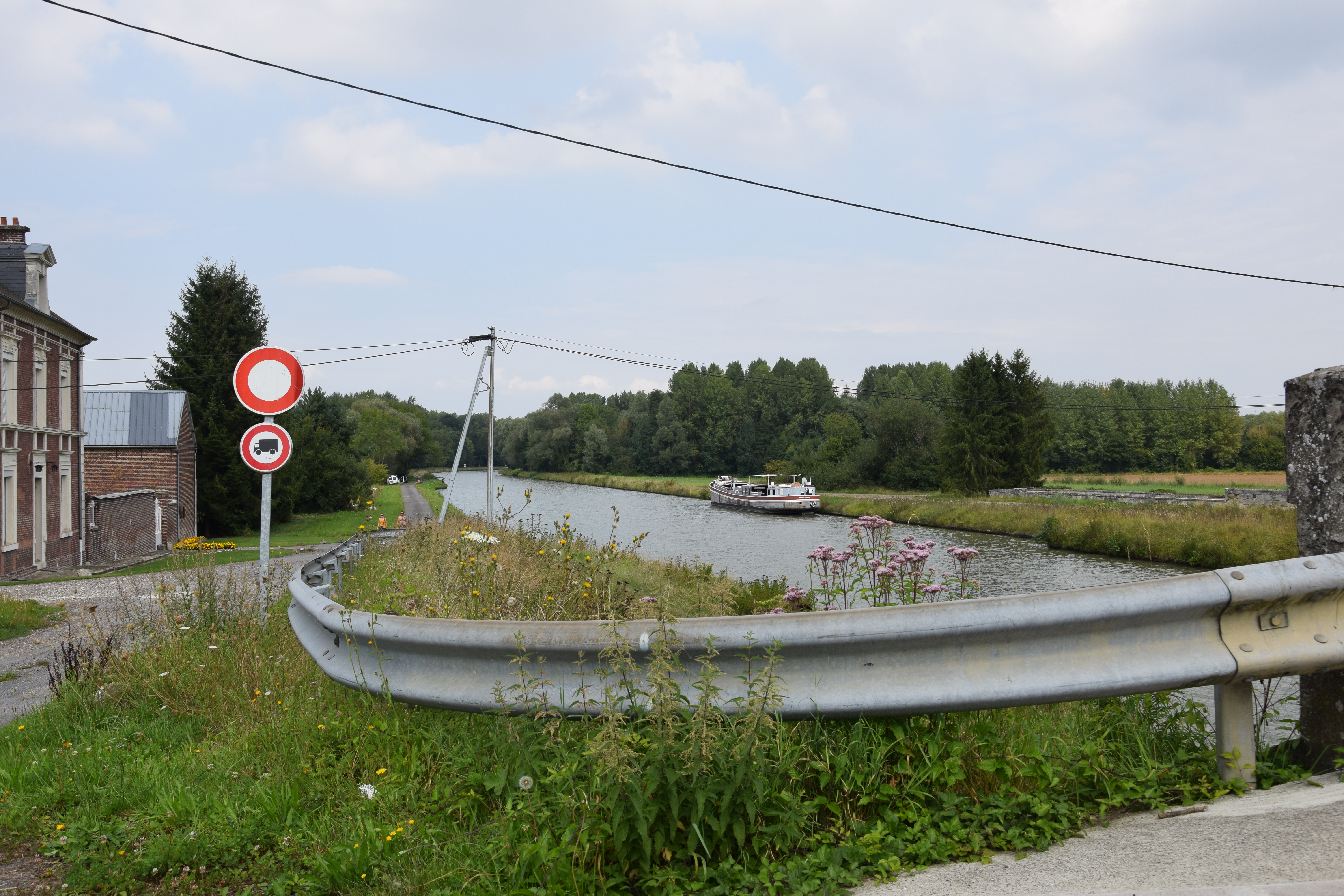
Le canal latéral en 2017.

La commune est située dans le bassin Seine-Normandie.
Elle est drainée par le canal latéral à l'Oise, l'Oise, le ru du Moulin, la Dordonne, le cours d'eau 01 de la commune de Chiry-Ourscamps, le cours d'eau 05 de la commune de Carlepont, le fossé du Roi, le Marais de Belle-Anne, l'Oise et divers bras de la Divette,,.
Le canal latéral à l'Oise est un canal de gabarit Freycinet qui dessert l'Est de la Picardie. D'une longueur de 35 km, il connecte le canal de Saint-Quentin (depuis Chauny) à l'Oise canalisée à hauteur de JanvilleChauny) à l'Oise canalisée à hauteur de Janville, après avoir traversé 22 communes.
L'Oise prend sa source en Belgique, à 309 mètres d'altitude, dans l'ancienne commune de Forges et se jette dans la Seine à 20 mètres d'altitude, au Pointil en rive droite et en aval du centre de Conflans-Sainte-Honorine dans le département des Yvelines. D'une longueur 341 kilomètres, elle est presque entièrement navigable et bordée de canaux sur 104 kilomètres. Les caractéristiques hydrologiques de l'Oise sont données par la station hydrologique située sur la commune de Sempigny. Le débit moyen mensuel est de 33,8 m3/s. Le débit moyen journalier maximum est de 279 m3/s, atteint lors de la crue du 24 décembre 1993. Le débit instantané maximal est quant à lui de 287 m3/s, atteint le même jour.
La Dordonne est un affluent de l'Oise en rive gauche et trouve sa source en forêt d'Ourscamp. Elle alimentait les viviers et le lavoir de l'abbaye puis les machines à vapeur de la manufacture de velours.

#### Gestion et qualité des eaux
Le territoire communal est couvert par le schéma d'aménagement et de gestion des eaux (SAGE) « Sensée ». Ce document de planification concerne un territoire de 1 013 km2 de superficie, délimité par le bassin versant de l'Oise moyenne. Le périmètre a été arrêté le 24 avril 2017 et le SAGE est, en 2024, encore en élaboration. La structure porteuse de l'élaboration et de la mise en œuvre est le syndicat mixte du SAGE Oise-Moyenne (SMOM).
La qualité des cours d'eau peut être consultée sur un site dédié géré par les agences de l'eau et l'Agence française pour la biodiversité.

### Climat
Pour des articles plus généraux, voir Climat des Hauts-de-France et Climat de l'Oise.
En 2010, le climat de la commune est de type climat océanique dégradé des plaines du Centre et du Nord, selon une étude du CNRS s'appuyant sur une série de données couvrant la période 1971-2000. En 2020, Météo-France publie une typologie des climats de la France métropolitaine dans laquelle la commune est dans une zone de transition entre le climat océanique et le climat océanique altéré et est dans la région climatique Nord-est du bassin Parisien, caractérisée par un ensoleillement médiocre, une pluviométrie moyenne régulièrement répartie au cours de l'année et un hiver froid (3 °C).
Pour la période 1971-2000, la température annuelle moyenne est de 10,5 °C, avec une amplitude thermique annuelle de 14,7 °C. Le cumul annuel moyen de précipitations est de 692 mm, avec 11,7 jours de précipitations en janvier et 8,8 jours en juillet. Pour la période 1991-2020, la température moyenne annuelle observée sur la station météorologique la plus proche, située sur la commune de Margny-lès-Compiègne à 16 km à vol d'oiseau, est de 11,2 °C et le cumul annuel moyen de précipitations est de 633,5 mm,. Pour l'avenir, les paramètres climatiques de la commune estimés pour 2050 selon différents scénarios d'émission de gaz à effet de serre sont consultables sur un site dédié publié par Météo-France en novembre 2022.

### Milieux naturels et biodiversité
La Forêt d'Ourscamp-Carlepont occupe la partie est du territoire communal.
La forêt domaniale d'Ourscamp-Carlepont  est classée ZNIEFF et la vallée de l'Oise est reconnue Natura 2000, ZNIEFF, ZICO, ZPS.
Dans le cadre des mesures de compensation des conséquences de la création du Liaison Seine-Escaut (ou Canal Seine-Nord-Europe), la Société du canal Seine-Nord Europe plante en 2021 sur 5,4 ha de prairies situées aux confins de la forêt d'Ourscamp, plus de 6 500 jeunes arbres, dont des ormes lisses, afin de créer une chênaie comprenant également des bouleaux pubescents, des saules blancs ou des aulnes. Le projet comprend également, dans un second temps, la restauration de zones humides et la plantation de haies.

## Urbanisme

### Typologie
Au 1er janvier 2024, Chiry-Ourscamp est catégorisée bourg rural, selon la nouvelle grille communale de densité à sept niveaux définie par l'Insee en 2022.
Elle est située hors unité urbaine. Par ailleurs la commune fait partie de l'aire d'attraction de Compiègne, dont elle est une commune de la couronne,. Cette aire, qui regroupe 101 communes, est catégorisée dans les aires de 50 000 à moins de 200 000 habitants,.

### Occupation des sols

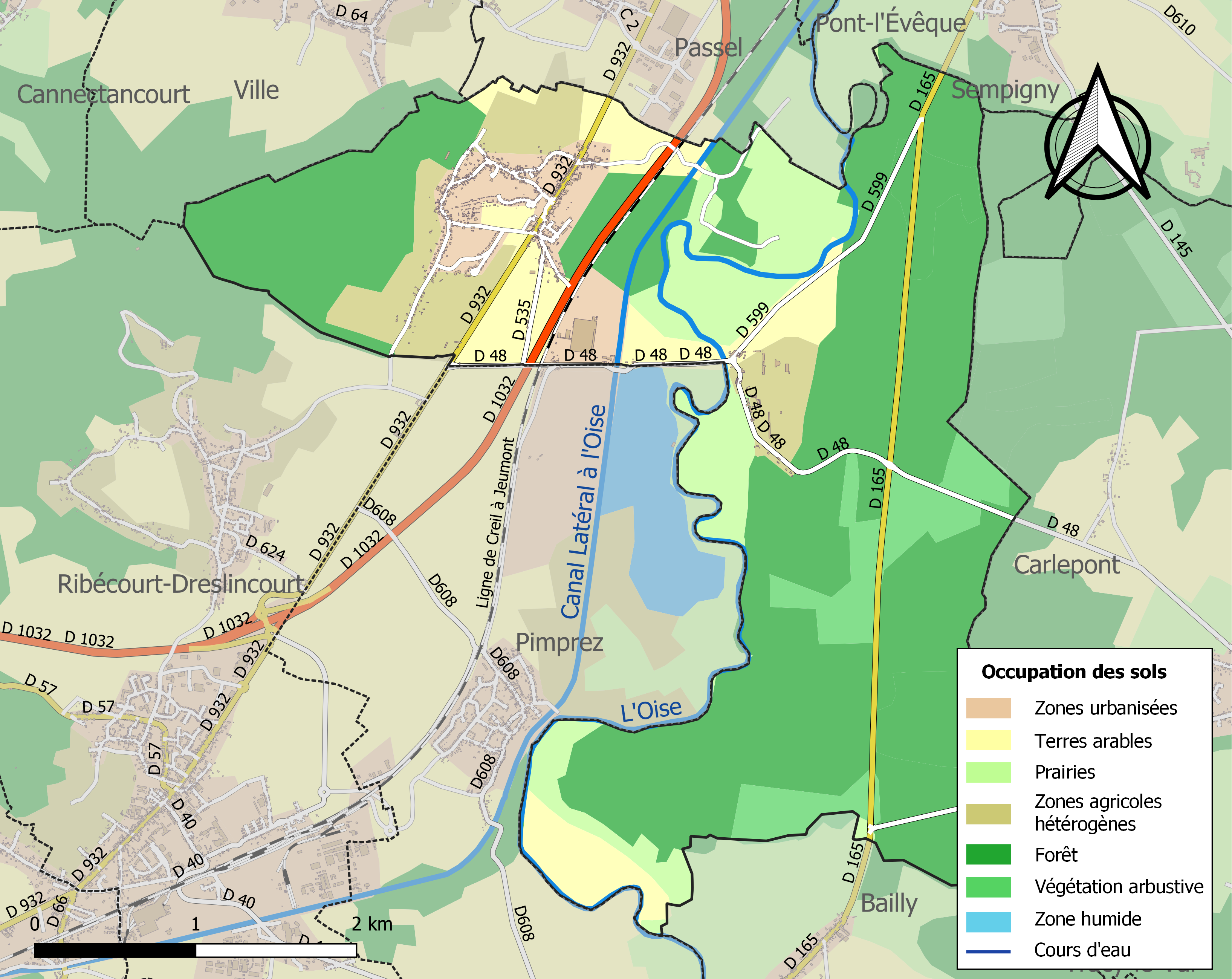
Carte des infrastructures et de l'occupation des sols de la commune en 2018 (CLC).

L'occupation des sols de la commune, telle qu'elle ressort de la base de données européenne d'occupation biophysique des sols Corine Land Cover (CLC), est marquée par l'importance des forêts et milieux semi-naturels (65 % en 2018), une proportion sensiblement équivalente à celle de 1990 (65,1 %).
La répartition détaillée en 2018 est la suivante : forêts (58,5 %), prairies (11,4 %), terres arables (10 %), zones agricoles hétérogènes (7,6 %), milieux à végétation arbustive et/ou herbacée (6,5 %), zones urbanisées (4,2 %), zones industrielles ou commerciales et réseaux de communication (1,8 %).
L'évolution de l'occupation des sols de la commune et de ses infrastructures peut être observée sur les différentes représentations cartographiques du territoire : la carte de Cassini (XVIIIe siècle), la carte d'état-major (1820-1866) et les cartes ou photos aériennes de l'IGN pour la période actuelle (1950 à aujourd'hui).

### Habitat et logement
En 2021, le nombre total de logements dans la commune était de 542, alors qu'il était de 506 en 2016 et de 463 en 2011.
Parmi ces logements, 88,9 % étaient des résidences principales, 5,9 % des résidences secondaires et 5,1 % des logements vacants. Ces logements étaient pour 77 % d'entre eux des maisons individuelles et pour 12,5 % des appartements.
Le tableau ci-dessous présente la typologie des logements à Chiry-Ourscamp en 2021 en comparaison avec celle de l'Oise et de la France entière. Une caractéristique marquante du parc de logements est ainsi une proportion de résidences secondaires et logements occasionnels (5,9 %) supérieure à celle du département (2,4 %) mais inférieure à celle de la France entière (9,7 %).
| Typologie                                               | Chiry-Ourscamp | Oise | France entière |
| ------------------------------------------------------- | -------------- | ---- | -------------- |
| Résidences principales (en %)                           | 88,9           | 90,5 | 82,2           |
| Résidences secondaires et logements occasionnels (en %) | 5,9            | 2,4  | 9,7            |
| Logements vacants (en %)                                | 5,1            | 7    | 8,1            |

### Voies de communication et transports
La commune est traversée, d'ouest en est, par la RD932 (rue Royale, ex-RN 32, la voie rapide RD1032 (qui dévie l'ancienne RN 32 depuis 2017 et supprime les embouteillages récurrents de la Rue Royale, qui était fréquentée par 19 000 véhicules par jour dont 2 000 camions, la ligne de Creil à Jeumont.
La  gare d'Ourscamps est une halte desservie par les trains TER Hauts-de-France reliant Compiègne à Saint-Quentin. Elle se situe sur le territoire de Pimprez, rue des Ecazieux mais son nom s'explique par la proximité de la RD 48 menant au pont de l'Oise à Ourscamp et à sa manufacture de velours.
La commune est desservie, en 2023, par les lignes 668, 681, 6303, 6321, 6332 et 6334 du réseau interurbain de l'Oise.
Le sentier de grande randonnée Sentier de grande randonnée 123 traverse Chiry-Ourscamp.

## Toponymie
Chiry est attesté sous les formes Cyri (1130) ; Chiri (1167) ; Alulfus major de Chiri (1167) ; Radulfus major de Chiriaco (vers 1170) ; juxta Chiriacum (1195) ; de Cyriaci (1218) ; Frogerus major de Chiri (1257) ; versus Chiriacum (1266) ; Petrum de Chiri (1325) ; Chiry (1667) ; Chiry-Ourscamp (XIXe) ; Chiry-Ourscamps (XIXe).

L'origine étymologique du nom Chiry est inconnue. La coutume donne le nom de "Caouens" à ses habitants. Ce nom a d'ailleurs été donné à l'école maternelle Les P'tits Caouens.
Ourscamp, ancien hameau, est mentionnée sous les formes Ursi campus (VIIe) ; Urbs campus (814) ; et Ursi campo (vers 880) ; Ursi campo pratum unum (vers 900) ; abbatis de Ursi campo (1136) ; Ossi campus (1147) ; abbatie Ursicampi (1169) ; Orgi campus (1201) ; priorem Ursi campi (1235) ; sigillum abbatis Ursicampi (1242) ; convent d'Oscans (vers 1250) ; labeie de nostre Dame d'Oscans (1255) ; labie d'Oscans (1255) ; de Ursi campo (1258) ; Oscans (1260) ; de osquans (vers 1260) ; Nostre Dame de Oscans (1271) ; Ourcamps (1280) ; leglise d'Ourscamps (1295) ; leglise nostre Dame de Ourscans (1298) ; convens de Oscans (1301) ; leglize nostre Dame de Oscans (1304) ; Ourscans (1305) ; Orcamp (1340) ; Ourquans (XIVe) ; Ourqans (XIVe) ; Ourschamp (1570) ; Orcans (1570) ; Ourcamp (1771) ; Ourscamps (1840) ; Ourscamp (XIXe).

Il s'agit d'une formation médiévale en -camp, c'est-à-dire « champ » en picard, avec précession du nom de personne, typique de l'influence germanique. Cet anthroponyme roman Ursus est fréquemment attesté au Moyen Âge et est issu du nom latin de l'ours[réf. nécessaire].
- La commune d'Ourscamp est réunie à celle de Chiry en 1825[31]. La nouvelle entité porte le nom de Chiry-Ourscamp. Du fait d'une erreur de l'INSEE qui a enregistré en 1960 le nom de la commune sous l'orthographe "Chiry-Ourscamps", par décret du 21 décembre 1999, le nom de la commune est rectifié et devient « Chiry-Ourscamp »[32].

## Histoire
(septembre 2024).

### Moyen Âge
- 641. Création d'un oratoire à Ourscamp par Éloi de Noyon, évêque de Noyon.
- Selon Émile Coët, « Les évêques de Noyon étaient seigneurs de Chiry ; cette seigneurie, qui leur avait été donnée en fief par le fisc royal, consistait en terres, vignes et prés, en droits de justice, péage, rouage, lods et vente, et de queute à  Cour. C'est-à-dire que toutes les fois que les évêques venaient habiter le château de Mauconseil, les vassaux devaient fournir des draps et des couvertures. L'évêque Vermond de la Boissière, convertit, au mois de décembre 1261 cette charge, en une redevance annuelle de cent sols parisis[33] ».
- Chiry a sans doute été érigée en commune dès le XIIe siècle par l'évêque, à la suite de la signature de la charte de franchise de Noyon (1108) dont la communauté paroissiale dépendait. Les évêques la donnaient en fief à un de leurs vassaux, désigné sous le titre de maire Major. Il jouissait de certains droits et de certains privilèges. Plus tard les évêques remplacent le maire, par un bailli et celui-ci par un receveur de leur domaine[33]. Du XVIIe siècle jusqu'à la Révolution française, la communauté paroissiale est administrée par deux syndics, élus à la Saint-Rémi chaque année, et représentant les habitants pour six mois l'un après l'autre.
- 1129. Fondation de l'Abbaye Notre-Dame d'Ourscamp par saint Bernard à la demande de Simon Ier de Vermandois, évêque de Noyon. Une communauté cistercienne s'y installa l'année suivante, menée par saint Bernard. Les cisterciens gèrent et étendent cette abbaye jusqu'à la Révolution française[34].
- 1134. Bénédiction de l'église primitive d'Ourscamp.
- 1201.
  - Dédicace de la grande église d'Ourscamp.
  - L'évêque Étienne de Nemours accorde à ses sujets de Chiry une charte leur donnant l'usage du bois mort et de pâture dans la partie de la forêt de Laigue qui lui appartenait[33].
- 1219, Étienne de Nemours oblige les habitants assujettis aux tailles de payer au curé de Chiry un droit de quatre deniers par faux[33].
- XIIe siècle. Construction de l'église de Chiry.
- 1224. Construction de l'infirmerie d'Ourscamp (Salle des Morts).
- 1254. Fin de la construction des chapelles rayonnantes de l'abside.
- « Les évêques de Noyon avaient à Mauconseil, sur la montagne de Chiry, à cent quarante mètres d'altitude, un château dont ils faisaient parfois leur demeure. Il était fortifié comme au Moyen Âge, ceint d'une forte muraille, flanquée de tourelles avec créneaux ; ses moyens de défense étaient considérables. Par sa situation élevée, il dominait le pays et correspondait avec les forteresses de Beaulieu, de Montplaisir et de Coucy. Il était le siège d'une chatellenie. Pour y parvenir, il fallait suivre la cavée ou la voirie Fouquée, sentiers étroits, sinueux, serpentant le long d'une colline. On jouissait, alors d'un panorama admirable ; la vue plane sur la vallée de l'Oise dans laquelle la rivière se déroule en nombreux méandres. C'est là qu'est le lieu-dit : Bauregard[33] ».
- 1357 : Bertrand du Guesclin offre ses services au château de Mauconseil au Dauphin, qui y avait réuni des troupes pour arrêter les incursions des Anglais[33].
- 1358 est une année noire :  la forteresse tombe au pouvoir des Anglais qui mettent toute la région à contribution, puis les Navarrais s'en emparent à leur tour.Pierre de Flavy tente sans succès de le reprendre.
Survient alors la Bataille de Mauconseil : le Régent de France vient à la fête de quelques troupes mettre le siège devant le château mais une armée de secours vient sauver les assiégés, au prix d'un grand carnage ; l'évêque Gilles de Lorris fut fait, prisonnier, ainsi que Raoul de Raineval, sire de Canny, Antoine de Coudun et autres chevaliers[35],[33]... :
- 1359. Destruction du château de Mauconseil racheté par les habitants de Noyon aux Anglais, afin d'éviter que le château puisse protéger des ennemis[35],[33].

Emile Coët indique « Un lavoir établi par les évêques existait sur la rivière d'Oise, où les habitants venaient laver leurs bêtes et leurs draps. Il y eut à ce sujet, des difficultés avec les religieux d'Ourscamp ; une transaction intervint, elles habitants purent continuer à fréquenter le lavoir.
Les gens de Chiry devaient aussi faire moudre leur blé au moulin épiscopal, et faire cuire leur pain au four banal : ce dernier fut démoli par les Bourguignons ».
« Pour rendre la justice, et pour toucher leurs revenus, les évêques avaient pour officiers de leur seigneurie : un bailli, un lieutenant, un procureur fiscal, un greffier, des sergents et des gardes ».

### Temps modernes
- XVIe siècle. Création d'un portail Renaissance à l'église de Chiry.
- En 1695, la maladrerie  de-Saint-Lazare de Chiry, située au hameau de Saint-Antoine, est réunie à l'hôpital général de Noyon, sous réserve d'y admettre les malades pauvres de Chiry. Sa chapelle est transférée dans l'abbaye d'Ourscamp, près de l'entrée[33].
- vers 1750. Pavage de la route Royale.
- 1764. Bénédiction de la chapelle de Bons-Secours à Chiry, près de la route Royale.
- vers 1780. Construction de la rue de la Justice.
- février 1784. Crue de l'Oise.

La paroisse de Chiry avec Mauconseil faisait partie du bailliage et de l'élection de Noyon, et de la généralité de Soissons.

### Époque contemporaine
- 1789.
  - L'abbaye d'Ourscamp devient bien national et est vendue par lots : les terres, la ferme, les maisons, les bâtiments monastiques. Seul, ces derniers ne trouvent pas acheteur en raison de son importance. Trois démolisseurs intéressés ne peuvent réunir les fonds pour l'acquérir. Avec la suppression des ordres monastiques autres qu'hospitaliers, les 18 moines cisterciens d'Ourscamp doivent quitter l'abbaye et rentrer dans la vie civile ou rejoindre l'ordre séculier[C'est-à-dire ?]. Les autels, boiseries, stalles, orgues, grilles sont vendus aux enchères et l'argenterie est envoyée à la Monnaie de Paris[36]
  - Affaire des farines[C'est-à-dire ?].
- 1790. Création des communes de Chiry et d'Ourscamp.
- En 1793, les bâtiments abbatiaux, restés propriété d'État, sont utilisés quelques mois en hôpital, pour soigner une partie des blessés et des malades des armées du Nord. Un état dressé, le 20 nivôse an III (9 janvier 1795), par le directeur Hébert indique que deux cents prisonniers Prussiens, Hanovriens, Anglais, étaient entrés à l'hôpital d'Ourscamp : sur ce nombre quarante six étaient morts[33],[37],[36].
- En 1795, les bâtiments abbatiaux sont acquis par Maximilien Radix de Sainte-Foix, ce qui les sauvent de la destruction. Il transforme l'abbaye en résidence de plaisance, et détruit les deux églises abbatiales[36]. Nommé maire d'Ourscamp en 1807, il permit, par ses relations, à la commune d'exister encore quelques années malgré son faible nombre d'habitants. Son décès remet en cause l'ordre établi.
- 1807. Transfert de la relique de sainte Anne d'Ourscamp à Chiry. Rachat de l'abbaye d'Ourscamp par Radix de Sainte-Foix.
- 1823. Installation d'une fonderie de fer brut et poli[36] puis d'une filature dans les communs de l'abbaye d'Ourscamp. Cette manufacture de velours de coton devient la plus importante du département de l'Oise[38].

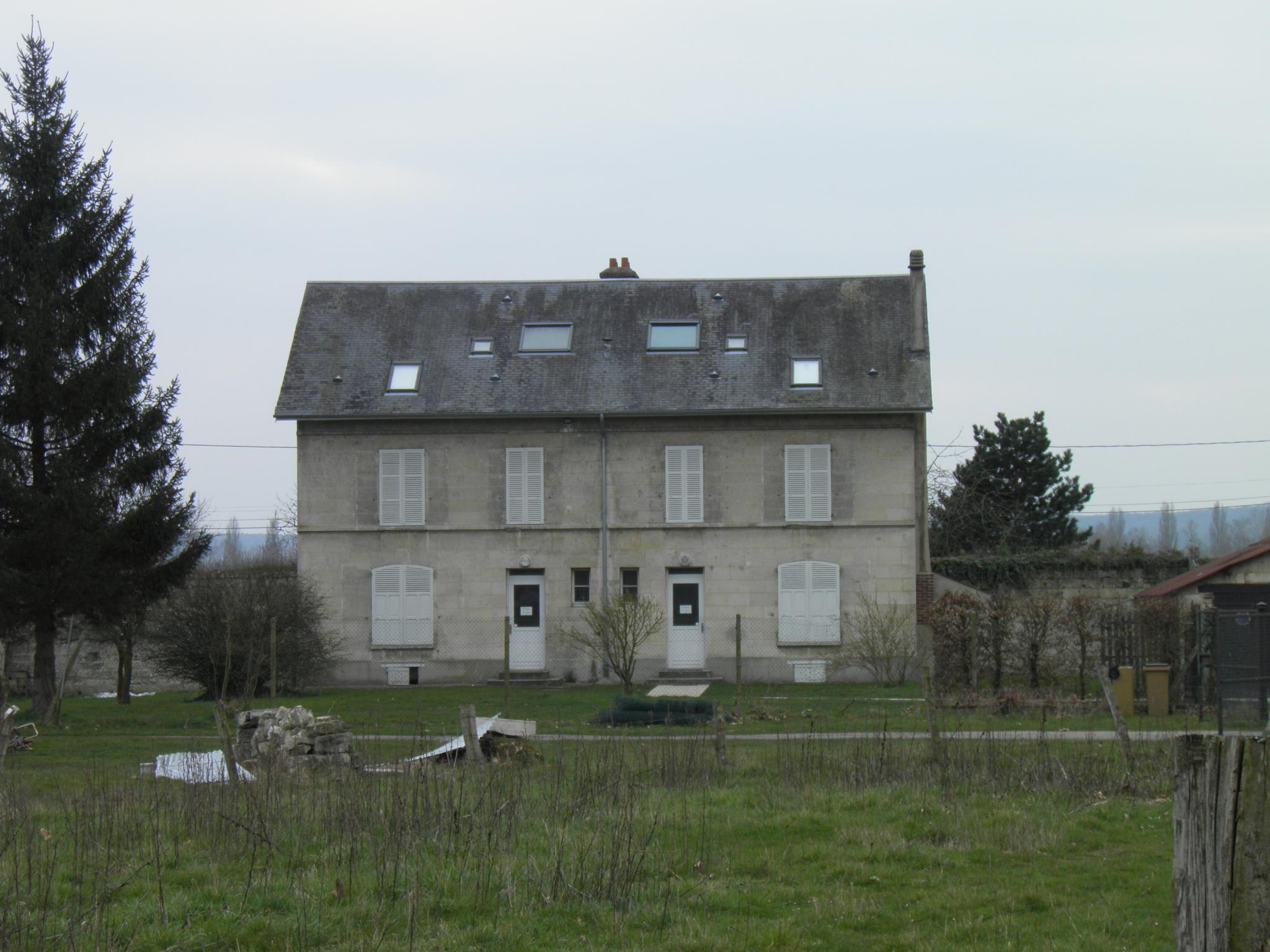
Maison du contremaître de la filature, en 2013.

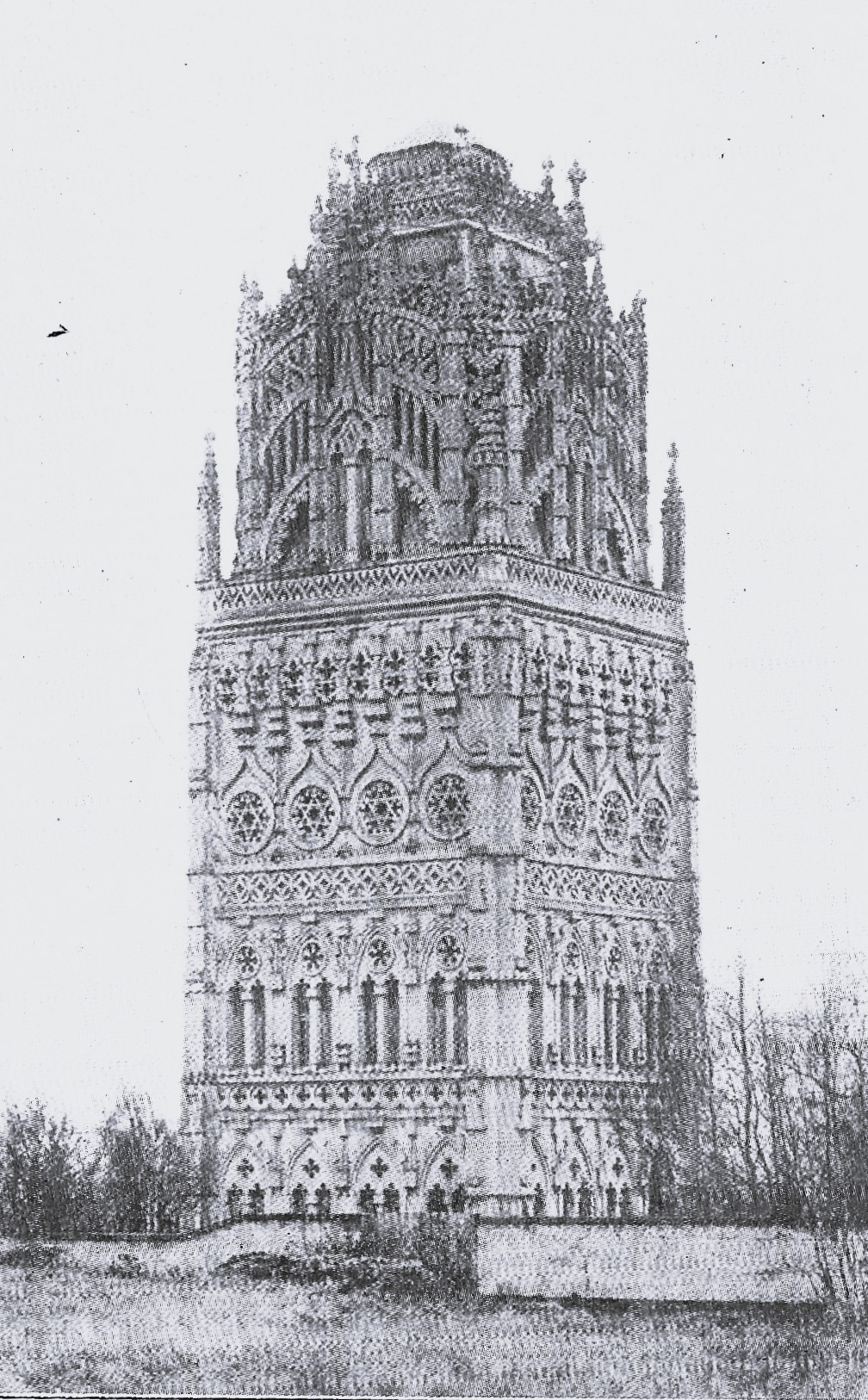
La tour de Mennechet, avant 1914

- En 1824, l'usine est consacrée à  la préparation du coton par la Société anonyme d'Ourscamp. Achille Peigné-Delacourt en devient le directeur, et la rend célèbre dans le monde des économistes par ses méthodes et ses créations d'assistance publique : un médecin est attaché à l'établissement, une pharmacie gratuite est créée pour les ouvriers et ouvrières malades. En 1840, l'entreprise emploie 780 salariés, et construit à partir de 1860 des maisons pour les loger, dont une partie est encore visible[36].
- 1825 : Construction du canal latéral à l'Oise.
- 1825 : La commune d'Ourscamp est réunie à celle de Chiry par ordonnance royale du 31 mars 1825[31]. Le maire de Chiry devient maire de Chiry-Ourscamp.
- 1846. Création d'un nouveau cimetière au lieu-dit le Berceau.
- 1850.
  - Construction de la ligne de chemin de fer et de la gare d'Ourscamp (sur le territoire de Pimprez).
  - Visite de la filature d'Ourscamp par Napoléon III (13 juillet)[38].
- En 1856, une subvention de l'État permet l'installation d'une école primaire dans l'usine pour l'instruction des enfants du personnel[36].
- v.1860. Construction de la Tour dite la "Folie Mennechet"
- 1902.
  - La filature connait en 1902 une importante grève qui demeure la plus longue connue dans le département. La filature cesse son activité avec la déclaration de guerre de 1914[38].
  - Démission du maire Édouard d'Haussy auquel succède Jules Duroyon.
- 1904. Bouquet provincial[C'est-à-dire ?] par la Compagnie d'arc d'Ourscamp.

#### Première Guerre mondiale et Entre-deux-guerres
Chiry-Ourscamp a connu d'importantes destructions durant la Première Guerre mondiale en raison de sa position en 3e ligne allemande de 1914 à 1917 et des combats de 1918.
Le 30 août 1914, le pont sur l'Oise est miné par le génie français, mais Chiry et Ourscamp tombent néanmoins le lendemain aux mains allemandes. Le front se fixe sur la limite sud de la commune. Le hameau est occupé durant 30 mois par le 75e puis le 7e régiment d'infanterie allemand. La tour Mennechet est détruite par les Allemands le 20 décembre 1914.
À la suite d'un bombardement français par obus incendiaires la filature d'Ourscamp, occupée par les Allemands, est incendiée par l'artillerie française en février 1915.
Un pont provisoire est reconstruit par l'Armée française en 1917

Chiry-Ourscamp en mai 1917
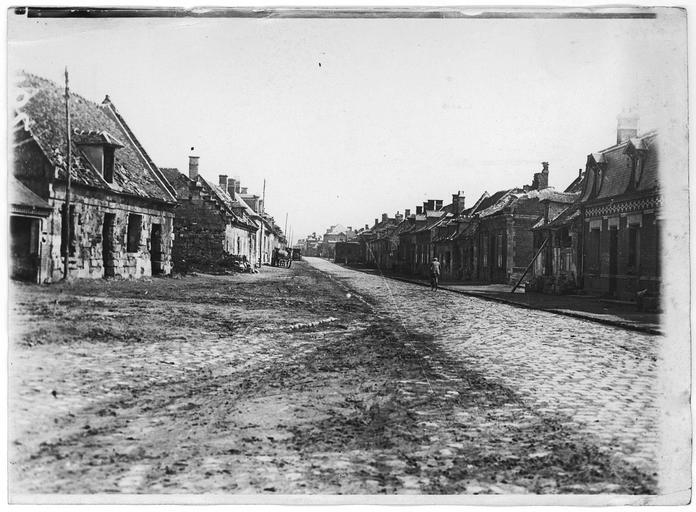
La route de Noyon à Ribécourt
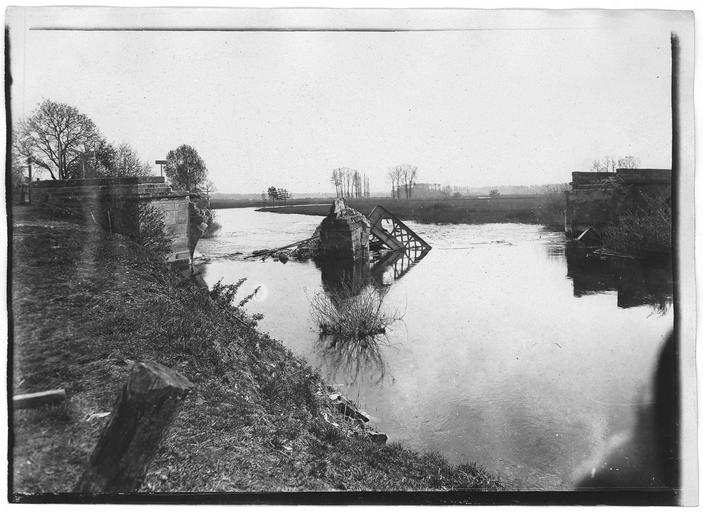
vestiges du pont sur l'Oise.
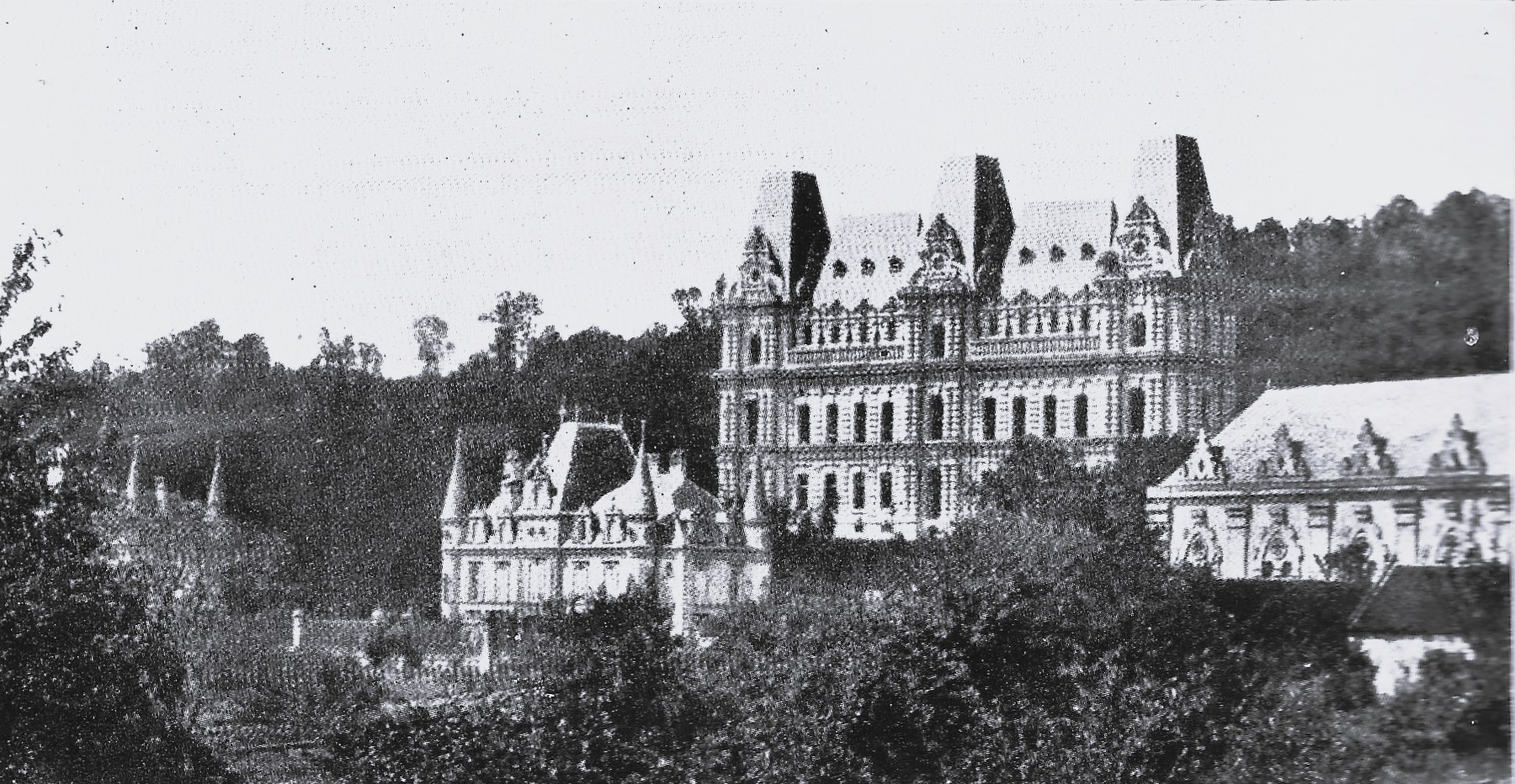
Le château
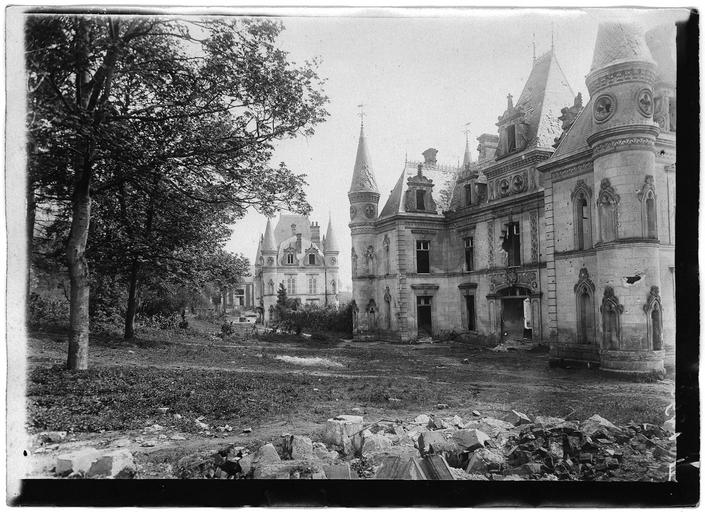
Façade arrière des manoirs devant le château Mennechet.
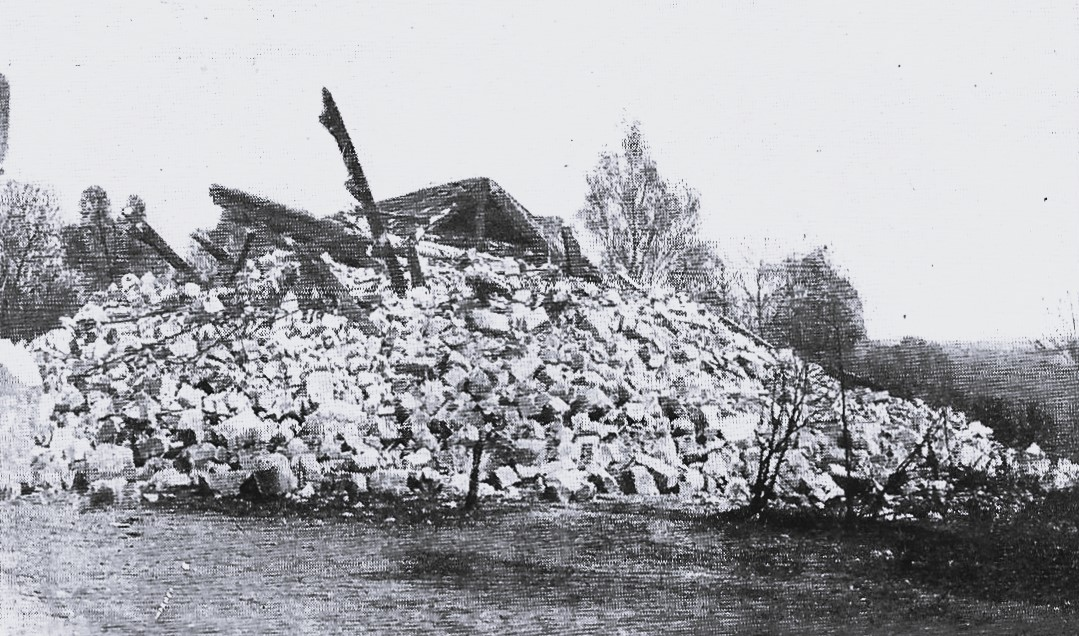
La tour du château de Mennechet près de Chiry au lendemain de son explosion le 21 décembre 1914.

La filature, le 9 mai 1917
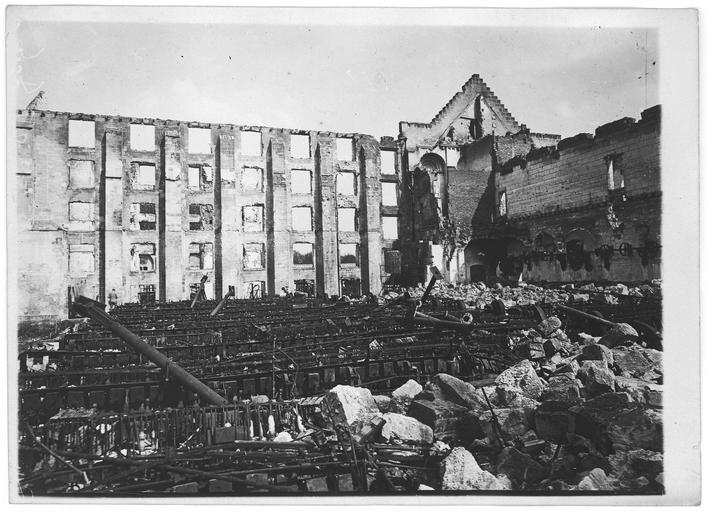
Ruines du bâtiment
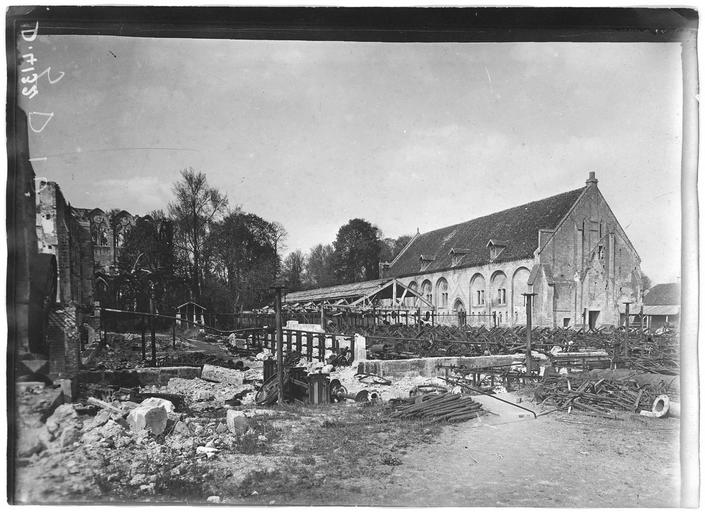
Les métiers à tisser dans l'usine détruite
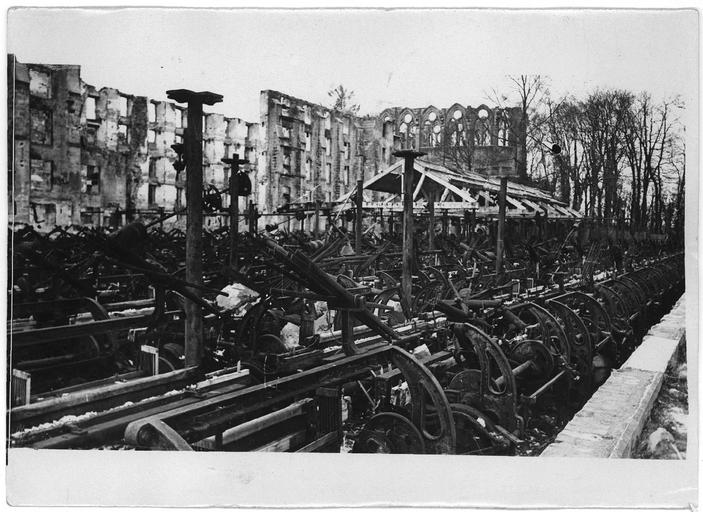
Vestiges des métiers à tisser

Georges Guynemer abat un avion allemand au-dessus de la forêt d'Ourscamp.
Chiry-Ourscamp est occupé jusqu'au 18 mars 1917, date à laquelle, évacué de ses civils emmenés à Noyon, les Allemands achèvent la destruction du village par le dynamitage des maisons. Libéré alors par les Français, il est évacué le 23 mars 1918 par l'armée française cherchant à contenir la progression allemande sur le mont Renaud, et devient le siège d'un cantonnement de troupes subissant quotidiennement les bombardements allemands
Lors de l'Offensive du Printemps 1918, Le 10 juin, une nouvelle offensive ennemie reprend le village, qui n'est définitivement libéré qu'après après le : Combat du Mont-Renaud : Ourscamp est libérée le 20 août 1918 par le 1er bataillon de tirailleurs somalis et le 4e régiment de zouaves, Chiry le 21 août par le 288e RI.
À la fin de la guerre, le village est considéré comme détruit et ne compte plus que trois maisons intactes,.
En 1921, adoption de la commune par les communes du canton de Bellencombre (Seine-Maritime).
- 1923.
  - La commune de Chiry-Ourscamp se voit remettre la Croix de guerre avec palme par le ministre Reibel à Ribécourt (22 juillet).
  - Cession des indemnités des dommages de guerre de la filature d'Ourscamp aux Nouvelles Sucreries Réunies[38].
- 1925. Inauguration du monument aux morts (rue Royale) et de l'école de filles (rue du Four). Construction de toilettes publiques près de l'église.
- 1929. Bénédiction des cloches par Mgr Le Senne et fin de la reconstruction de l'église de Chiry.
- 1930. Pardon de sainte Anne.

#### Seconde Guerre mondiale et Trente glorieuses
- 1940. La mairie d'origine (l'actuel secrétariat), qui avait été agrandie au XIXe siècle par un bâtiment plus vaste à usage de mairie et d'école des garçons, avait été à peu près épargnée pendant la Première Guerre mondiale. Face à l'avancée allemande, elle est totalement détruite le 7 juin 1940 par un incendie provoqué par le 110e RI ainsi qu'un corps de ferme à l'entrée du village servant de stockage.
- 1943. Installation des religieux des Serviteurs de Jésus et de Marie dans l'abbaye.
- 1944. Bombardement d'un train allemand en gare d'Ourscamp.
- 1949. Inauguration du grand orgue d'Ourscamp qui sera béni en 1950 par l'évêque de Beauvais.
- 1952-1954. Inauguration de la nouvelle mairie-école (architecte Paisant).
- 1970. Construction de l'usine Rivoire et Carret - Lustucru.
- 1973. Début des travaux d'assainissement à Chiry (station d'épuration). Création du lotissement du Marais.
- 1976. Inauguration du Parc municipal (kiosque, plateau sportif, tennis) par M. Taittinger. Pose des feux tricolores rue Royale. Déplacement du monument aux morts vers la place des Tilleuls. Construction d'un groupe scolaire en préfabriqués rue du Four. Reconversion de l'école de garçons en salle du conseil.
- 1978. Construction de la rue de la Montagne et création du lotissement de la Montagne.
- 1985. Installation du gaz de ville dans la commune. Bouquet provincial organisé par la Compagnie d'arc de Chiry-Ourscamp.
- 1988. Construction de la rue des Fontaines, de la rue des Sources et de la salle d'exposition (salle communale).
- 1991. Construction d'une école maternelle dans des modules préfabriqués (Transloco).
- 1993. Crue de l'Oise (25 décembre). Le bas du village de Chiry est inondé.
- 1995. Crue de l'Oise (février).
- 1996. Construction d'une nouvelle école primaire "en dur" (architecte Sylvie Primault-Caillette).
- 1998. Reconversion de l'école de filles en maison des associations. Pose d'une stèle au 288e RI commémorative de la libération de Chiry (place des Tilleuls) et d'une plaque au 4e Zouaves  à Ourscamp (place Saint-Eloi).

#### XXIesiècle
- 2000. Bouquet provincial[C'est-à-dire ?] organisé par la Compagnie d'arc de Chiry-Ourscamp -grande fête des archers)
- 2001. Crue de l'Oise.
- 2003. Crue de l'Oise.
- 2004. Classement au titre des monuments historiques du portail médiéval de la basse-cour de l'abbaye d'Ourscamp (arrêté du 3 septembre 2004).
- 2007. Bénédiction de la statue de sainte Anne par Mgr James.
- 2008. Création d'un sens unique rue de l'Eglise.
- 2009. Réfection du cimetière (terrasses engazonnées). Les écoles primaires bénéficient du plan ENR (écoles numériques rurales). Inauguration de la Maison de Tourisme de la CC2V place saint-Eloi.
- 2010. Pose d'une stèle commémorative de l'appel du 18 juin 1940. Inscription à l'inventaire du château Mennechet.
- 2011. Crue de l'Oise. Inauguration de l'école maternelle "Les P'tits Caouens" d'un préau et de la restauration scolaire (architecte Sylvie Primault-Caillette).
- 2012. Création d'un point de vue au château d'eau. Réfection des toilettes publiques près de l'église et dans le parc municipal. Fermeture du kiosque par des murs et des volets. Enfouissement des réseaux électriques rue de la Justice.
- 2013. Inauguration de la bibliothèque Mennechet-de-Barival et de la sculpture "wood spirit" dans le parc. Inauguration de la table d'orientation sur l'ancien château d'eau et de la plaque commémorative de la voirie Fouquier.
- 2014. Inauguration de la place Saint-Eloi totalement refaite par le sénateur Vantome (juin). Début des travaux de réfection de la salle communale. Début de la construction d'un terrain de football rue du Marais.
- 2015. Création du circuit de tourisme de mémoire avec la CC2V: "Chiry-Ourscamp, première ville allemande sur la route de Paris".
- 2016. Installation d'un Agorespace (citystade) dans le parc municipal. Destruction de la station d'épuration. Raccordement des eaux usées de Chiry à la station d"épuration de Noyon.
- 2017. Ouverture de la déviation Ribécourt-Noyon:l a circulation dans le village passe de 19 000 véhicules / jour à 3 000 (mai). Enfouissement des réseaux électriques rues de l'Abbaye, de Mauconseil et des Douze Setiers et pose de lampadaires à Leds. Achat d'une grange rue Royale pour les services techniques de la commune.
- 2018. Installation du Très Haut Débit (fibre optique) dans la commune (juin). Fin de la réfection de la salle communale renommée "L'Orée" (salle sportive, salle culturelle et de cérémonie) avec un parking de 80 places (architecte Corinne Vercoutère-Provost). Fin de la construction du terrain de football et de son club-house. Inauguration rue du Point du Jour du Mémorial départemental en hommage aux victimes civiles de l'Oise pendant la Première Guerre mondiale (9 décembre).
- 2020. Pose de nouvelles huisseries et de lucarnes à la mairie. Installation de la première recharge pour véhicule électrique rue du Four. Dans le cadre du Plan de relance gouvernemental, l'abbaye de Chiry-Ourscamp obtient une subvention d'environ un million d'euros pour restaurer l'aile de Lorraine, construite au XVIIe siècle et détruite par un bombardement français en 1915[44]. Pandémie de Covid-19.
- 2021. Création de toilettes publiques rue des Fontaines. Effacement des réseaux aériens place Saint-Eloi et rue Eloy Labarre (novembre-décembre). Crues de l'Oise en février/mars et en juillet.
- 2023. Pose d'une borne pour voiture électrique place Saint-Eloi.
- 2024. Fin des travaux de mise aux normes PMR du secrétariat de mairie (juin). Réception du chantier de restauration de l'aile de Lorraine de l'abbaye d'Ourscamp, architecte Alice Capron-Valat / NASCA (16 juillet). Passage de la flamme olympique à Ourscamp, dévoilement d'une plaque commémorative de l'événement et présentation du bonbon local "Les Pattes d'Ours" (18 juillet).
- 2025. Pose d'une plaque célébrant le bicentenaire de Chiry-Ourscamp sur le pont de l'Oise, en présence du sénateur O. Paccaud et du sous-préfet de Compiègne. Chiry-Ourscamp lauréate du programme Village d'avenir. Travaux d'aménagement des abords de la mairie et de l'église. Création d'un terrain de BMX près de la Cavée. Création d'un second pas de tir au jeu d'arc.

## Politique et administration

### Rattachements administratifs et électoraux

#### Rattachements administratifs
La commune se trouve dans l'arrondissement de Compiègne du département de l'Oise.
Elle faisait partie depuis 1793 du canton de Ribécourt-Dreslincourt. Dans le cadre du redécoupage cantonal de 2014 en France, cette circonscription administrative territoriale a disparu, et le canton n'est plus qu'une circonscription électorale.

#### Rattachements électoraux
Pour les élections départementales, la commune fait partie depuis 2014 du canton de Thourotte.
Pour l'élection des députés, elle fait partie de la sixième circonscription de l'Oise.

### Intercommunalité
Chiry-Ourscamp est membre de la communauté de communes des Deux Vallées, un établissement public de coopération intercommunale (EPCI) à fiscalité propre créé en 1996 et auquel la commune a transféré un certain nombre de ses compétences, dans les conditions déterminées par le code général des collectivités territoriales.

### Liste des maires
| Période                                  | Période | Identité                        | Étiquette | Qualité                                                                   |
| ---------------------------------------- | ------- | ------------------------------- | --------- | ------------------------------------------------------------------------- |
| Les données manquantes sont à compléter. |         |                                 |           |                                                                           |
| 1790                                     | 1791    | Antoine Nicolas Duverger        |           | Dernier prieur d'Ourscamp                                                 |
| 1791                                     | 1804    | François Labarre                |           | Fermier de l'abbaye, père de l'académicien Éloi Labarre                   |
| 1804                                     | 1807    | Antoine Trousselle              |           |                                                                           |
| 1807                                     | 1810    | Maximilien Radix de Sainte-Foix |           | Ancien ministre de Louis XVI, Acquéreur de l'Abbaye Notre-Dame d'Ourscamp |
| 1810                                     | 1825    | Benoît Delignières              |           | Dernier maire d'Ourscamp                                                  |

| Période                                  | Période | Identité                   | Étiquette   | Qualité     |
| ---------------------------------------- | ------- | -------------------------- | ----------- | ----------- |
| Les données manquantes sont à compléter. |         |                            |             |             |
| 1792                                     | 1800    | Eloy Tassu                 |             |             |
| 1800                                     | 1808    | Louis Lépine               |             | Agriculteur |
| 1808                                     | 1815    | Louis Prince Quéquet       |             | Cabaretier  |
| 1815                                     | 1816    | François Waubert de Genlis | Monarchiste | Rentier     |
| 1816                                     | 1824    | Louis Prince Quéquet       |             | Cabaretier  |
| 1824                                     | 1825    | Jean-Louis Sézille         |             |             |

| Période                                  | Période                       | Identité                         | Étiquette | Qualité                                                                                                  |
| ---------------------------------------- | ----------------------------- | -------------------------------- | --------- | --- |
| Les données manquantes sont à compléter. |                               |                                  |           | |
| 1826                                     | 1834                          | Jean Louis Sézille               |           | |
| 1834                                     | 1835                          | Jean Baptiste Auguste Cocu       |           | |
| 1835                                     | 1846                          | Jean Louis Sézille               |           | |
| 1846                                     | 1848                          | Félix Médard Bouin               |           | |
| 1848                                     | 1848                          | Nicolas Joseph Dufresne          |           | |
| 1848                                     | 1850                          | Antoine Rousselle                |           | |
| 1850                                     | 1851                          | Médard Aimé Maresse              |           | |
| 1851                                     | 1865                          | Édouard Emmanuel d'Haussy        |           | Agriculteur                                                                                              |
| 1865                                     | 1881                          | Alphonse Mennechet de Barival    |           | expert d'art puis rentier Bâtisseur du château Mennechet                                                 |
| 1881                                     | 1898                          | Auguste Mercier                  |           | Industriel, directeur de la manufacture d'Ourscamp, Chevalier de la Légion d'honneur                     |
| 1898                                     | 1902                          | Narcisse Arthur Édouard d'Haussy |           | Agriculteur, marguillier de sainte Anne                                                                  |
| 1902                                     | 1915                          | Jules Anatole Duroyon,           |           | Instituteur retraité, officier de l'Instruction publique, Mort en fonction durant l'Occupation allemande |
| 1915                                     | 1919                          | Léon Alfred Descamps             |           | Agriculteur, premier adjoint faisant fonction de maire                                                   |
| 1919                                     | 1925                          | Édouard Henri Descamps           |           | Agriculteur                                                                                              |
| 1925                                     | 1940                          | Ulysse Armand Lagand             |           | Agriculteur                                                                                              |
| 1940                                     | 1953                          | Abel Frédéric d'Haussy           |           | Agriculteur, marguillier de sainte Anne                                                                  |
| 1953                                     | 1959                          | Emile Deschasse                  |           | retraité de la Banque de France                                                                          |
| 1959                                     | 1965                          | Georges Lagand                   | SE        | Agriculteur                                                                                              |
| 1965                                     | 1994                          | Jean Méritet                     | SE        | Chimiste, chevalier des palmes académiques                                                               |
| 1994                                     | 2008                          | James Canseliet                  | SE        | Chef d'entreprise retraité                                                                               |
| 2008                                     | En cours (au 2 décembre 2021) | Jean-Yves Bonnard                | SE-DVD    | Professeur d'histoire-géographie, Officier des Palmes Académiques Réélu pour le mandat 2020-2026,        |

## Population et société

### Démographie

#### Évolution démographique
L'évolution du nombre d'habitants est connue à travers les recensements de la population effectués dans la commune depuis 1793. Pour les communes de moins de 10 000 habitants, une enquête de recensement portant sur toute la population est réalisée tous les cinq ans, les populations de référence des années intermédiaires étant quant à elles estimées par interpolation ou extrapolation. Pour la commune, le premier recensement exhaustif entrant dans le cadre du nouveau dispositif a été réalisé en 2006.

En 2022, la commune comptait 1 109 habitants, en évolution de −5,62 % par rapport à 2016 (Oise : +0,87 %, France hors Mayotte : +2,11 %).
| 1793 | 1800 | 1806 | 1821 | 1831 | 1836  | 1841  | 1846  | 1851  |
| ---- | ---- | ---- | ---- | ---- | ----- | ----- | ----- | ----- |
| 703  | 735  | 781  | 746  | 887  | 1 241 | 1 394 | 1 326 | 1 381 |

| 1856  | 1861  | 1866  | 1872  | 1876  | 1881  | 1886  | 1891  | 1896  |
| ----- | ----- | ----- | ----- | ----- | ----- | ----- | ----- | ----- |
| 1 379 | 1 570 | 1 490 | 1 717 | 1 904 | 1 994 | 2 107 | 2 144 | 2 050 |

| 1901  | 1906  | 1911  | 1921 | 1926 | 1931 | 1936 | 1946 | 1954 |
| ----- | ----- | ----- | ---- | ---- | ---- | ---- | ---- | ---- |
| 1 955 | 1 636 | 1 560 | 782  | 839  | 619  | 581  | 586  | 642  |

| 1962 | 1968 | 1975 | 1982  | 1990  | 1999  | 2006  | 2011  | 2016  |
| ---- | ---- | ---- | ----- | ----- | ----- | ----- | ----- | ----- |
| 680  | 720  | 833  | 1 019 | 1 099 | 1 203 | 1 169 | 1 081 | 1 175 |

| 2021  | 2022  | - | - | - | - | - | - | - |
| ----- | ----- | - | - | - | - | - | - | - |
| 1 143 | 1 109 | - | - | - | - | - | - | - |

La population de Chiry-Ourscamp est divisée par deux au sortir de la Première Guerre mondiale : après trente mois d'occupation, la commune qui, en 1911, comptait 1 560 habitants, n'en compte plus que 782 en 1921.

#### Pyramide des âges
La population de la commune est relativement jeune.
En 2018, le taux de personnes d'un âge inférieur à 30 ans s'élève à 36,2 %, soit en dessous de la moyenne départementale (37,3 %). À l'inverse, le taux de personnes d'âge supérieur à 60 ans est de 23,1 % la même année, alors qu'il est de 22,8 % au niveau départemental.
En 2018, la commune comptait 639 hommes pour 570 femmes, soit un taux de 52,85 % d'hommes, largement supérieur au taux départemental (48,89 %).
Les pyramides des âges de la commune et du département s'établissent comme suit.
| Hommes | Classe d’âge | Femmes |
| ------ | ------------ | ------ |
| 0,0    | 90 ou +      | 0,4    |
| 4,5    | 75-89 ans    | 6,5    |
| 18,0   | 60-74 ans    | 16,9   |
| 24,6   | 45-59 ans    | 20,9   |
| 16,6   | 30-44 ans    | 19,3   |
| 17,2   | 15-29 ans    | 17,5   |
| 19,1   | 0-14 ans     | 18,4   |

| Hommes | Classe d’âge | Femmes |
| ------ | ------------ | ------ |
| 0,5    | 90 ou +      | 1,4    |
| 5,5    | 75-89 ans    | 7,6    |
| 15,6   | 60-74 ans    | 16,3   |
| 20,8   | 45-59 ans    | 20     |
| 19,4   | 30-44 ans    | 19,4   |
| 17,6   | 15-29 ans    | 16,2   |
| 20,6   | 0-14 ans     | 19,1   |

### Manifestations culturelles et festivités
- Pèlerinage à sainte Anne, du 18 au 26 juillet de chaque année.
- La course de caisses à savon, dont la 9e édition a eu lieu en septembre 2019[56].

### Cultes
La paroisse de Chiry est supprimée en 2010 pour être comprise dans la paroisse Sainte-Jeanne-d'Arc puis dans la paroisse Saint-Eloi de Noyon en 2020.

## Culture locale et patrimoine

### Lieux et monuments
- L'abbaye Notre-Dame d'Ourscamp[57],[58] a été fondée en 1129 par le comte évêque de Noyon Simon de Vermandois, cousin du roi de France Louis VI le Gros. Elle accueillit l'année suivante une communauté de moines cisterciens. Une infirmerie y fut établie en 1260. Les bâtiments conventuels qui subsistent aujourd'hui datent du XVIIIe siècle. 
Sous la Révolution française, l'abbaye, vendue comme  bien national, devient une hôpital (1794) et est partiellement détruite – nef de l'église, cloître – tandis que le chœur est transformé en ruine romantique par son propriétaire d'alors, M. de Sainte-Foix. Elle est reconvertie en fonderie puis en filature jusqu'en 1915. 
Lors de la Première Guerre mondiale, l'abbaye, occupée par les Allemands, est bombardée par les Français en février 1915.
Rachetée en 1941 par le comte Paul Biver, l'abbaye retrouve sa vocation initiale avec l'installation des Serviteurs de Jésus et Marie dans certains bâtiments restaurés.

L'abbaye Notre-Dame d'Ourscamp
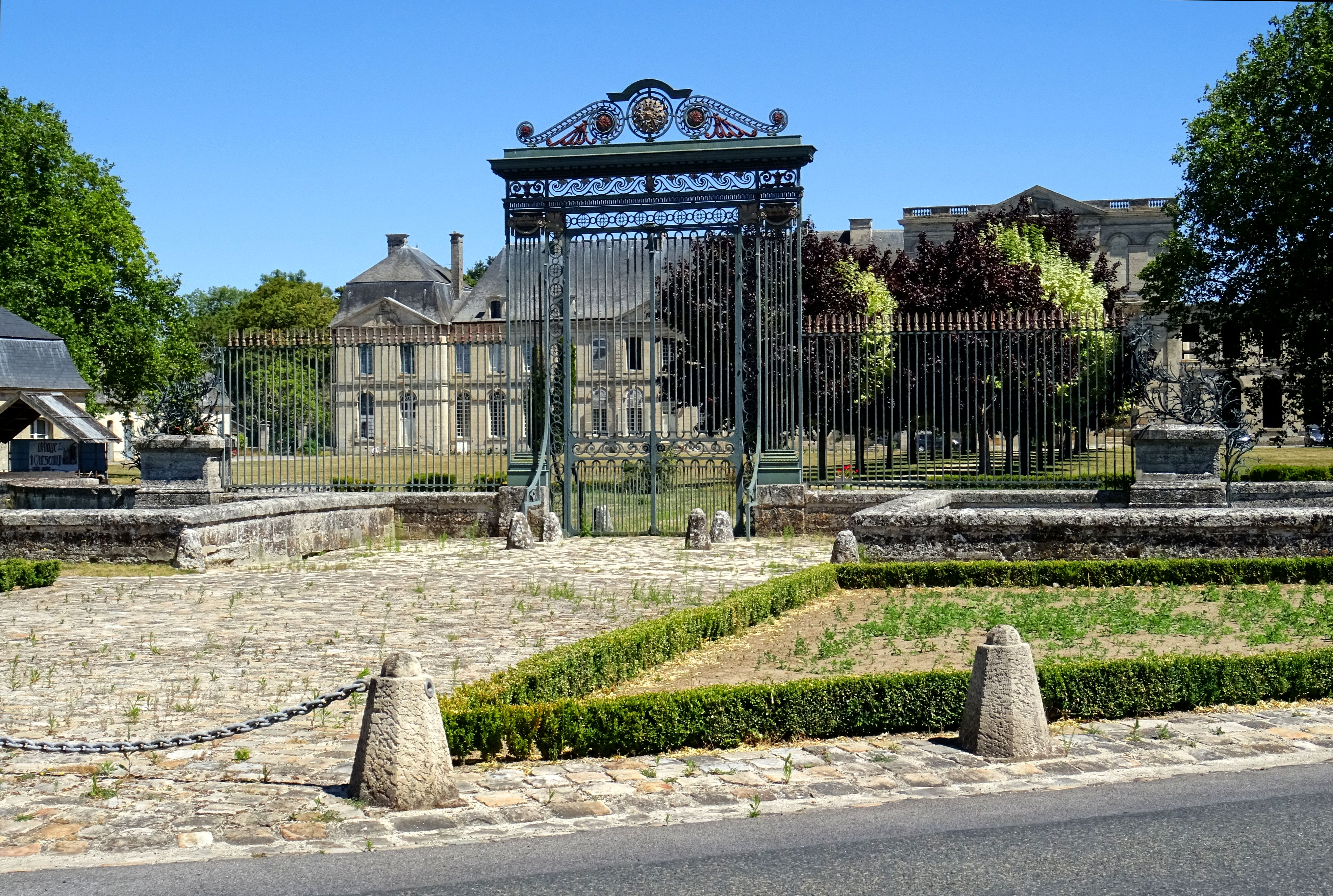
L'entrée et le logis abbatial
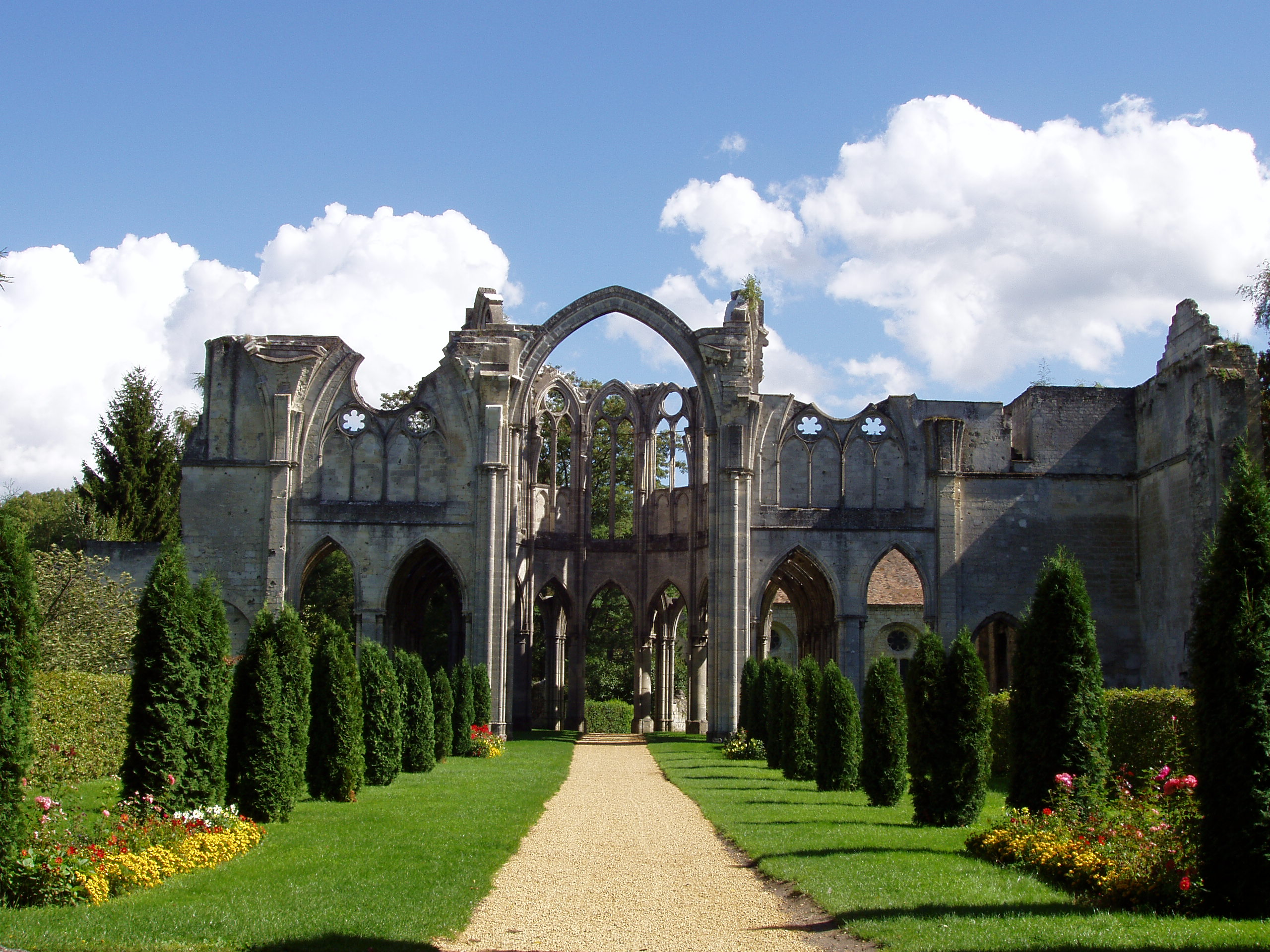
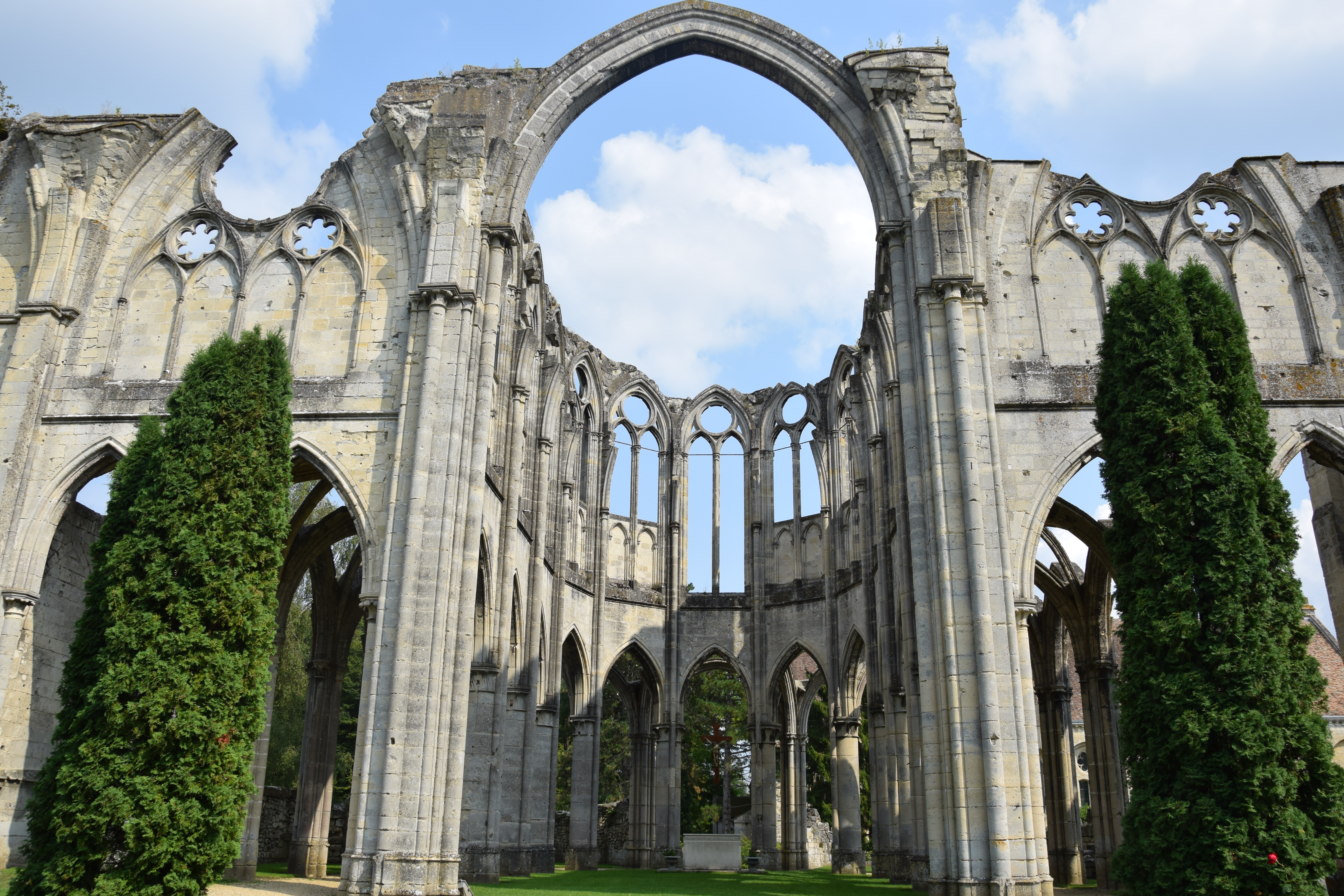
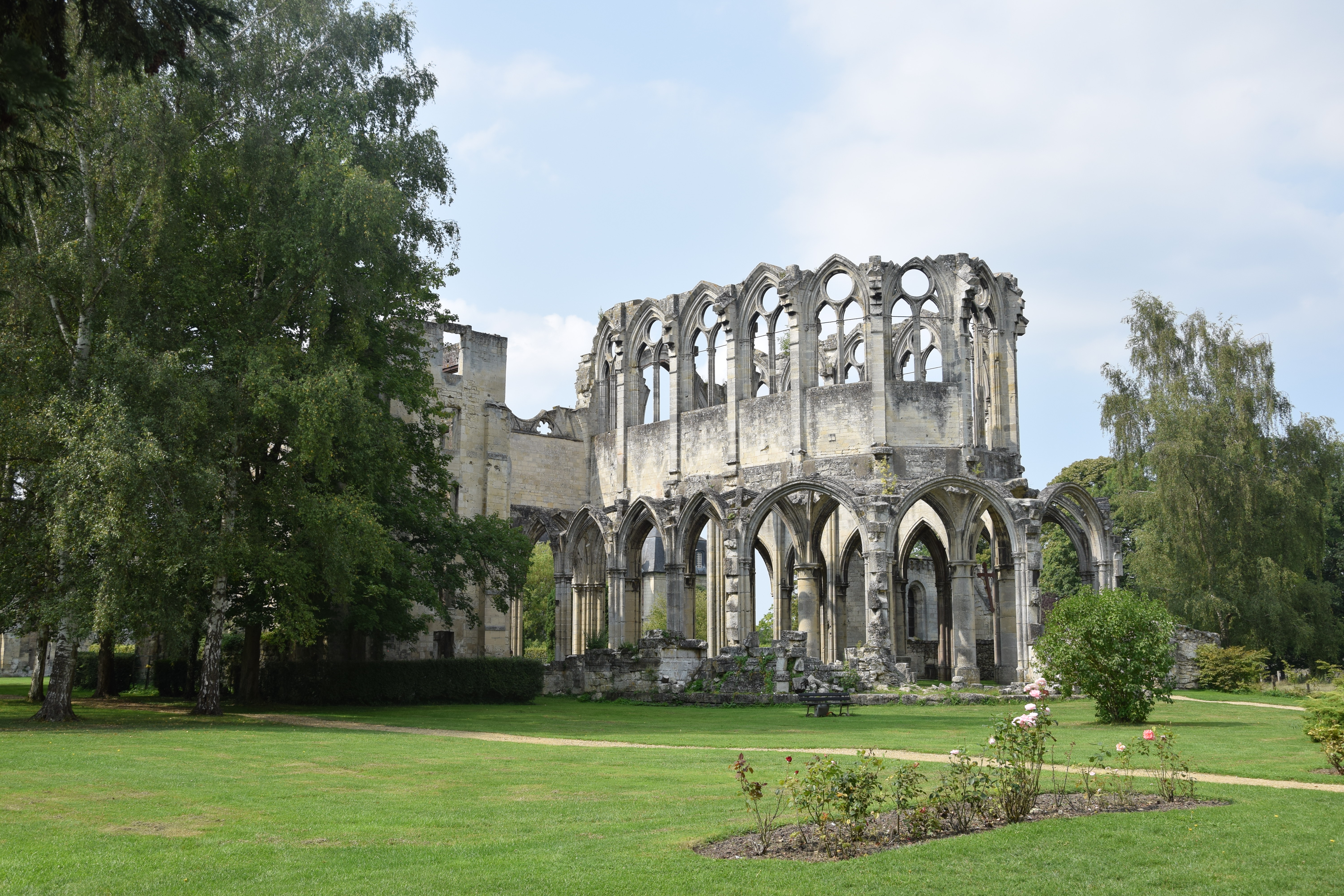
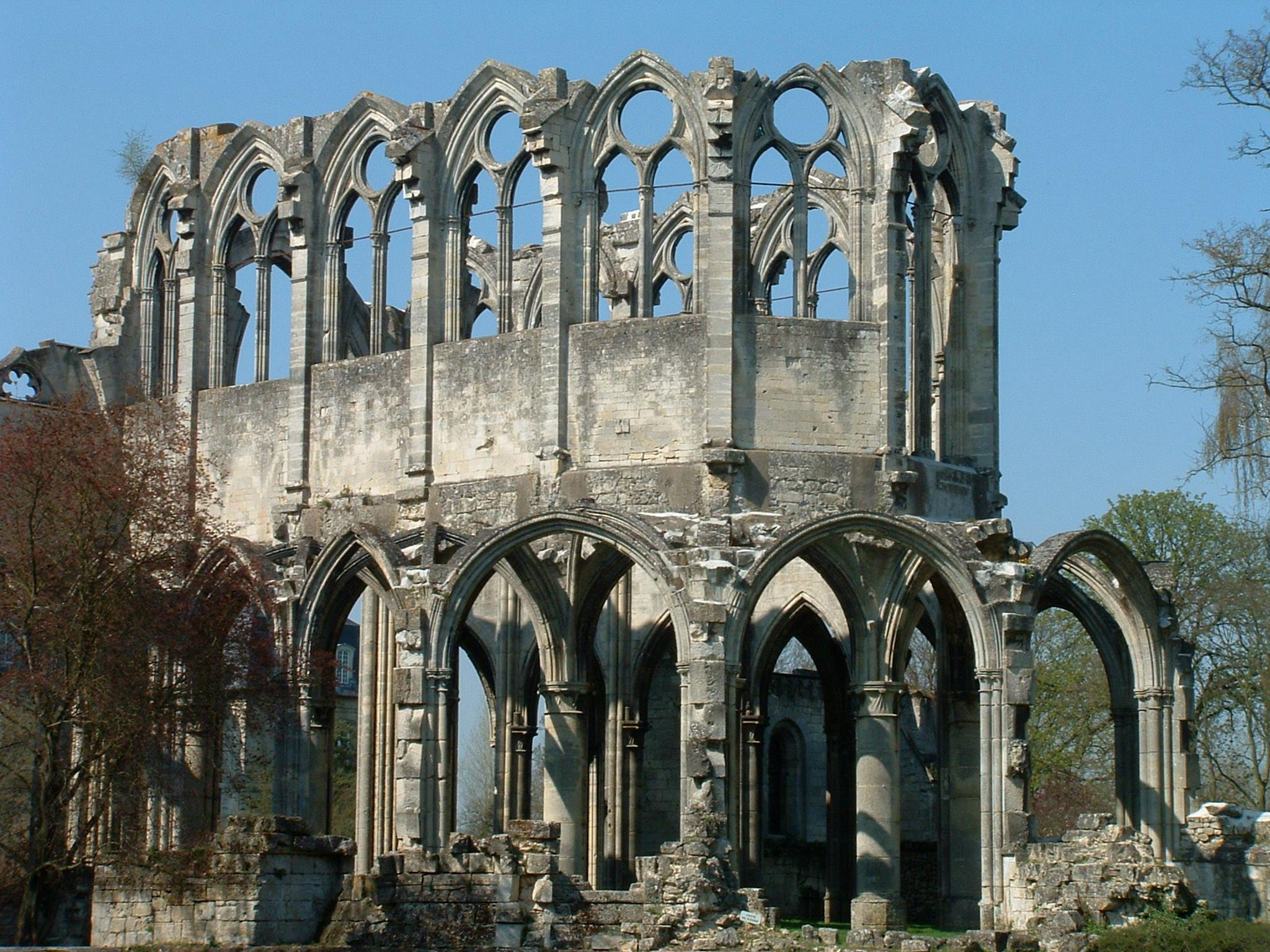
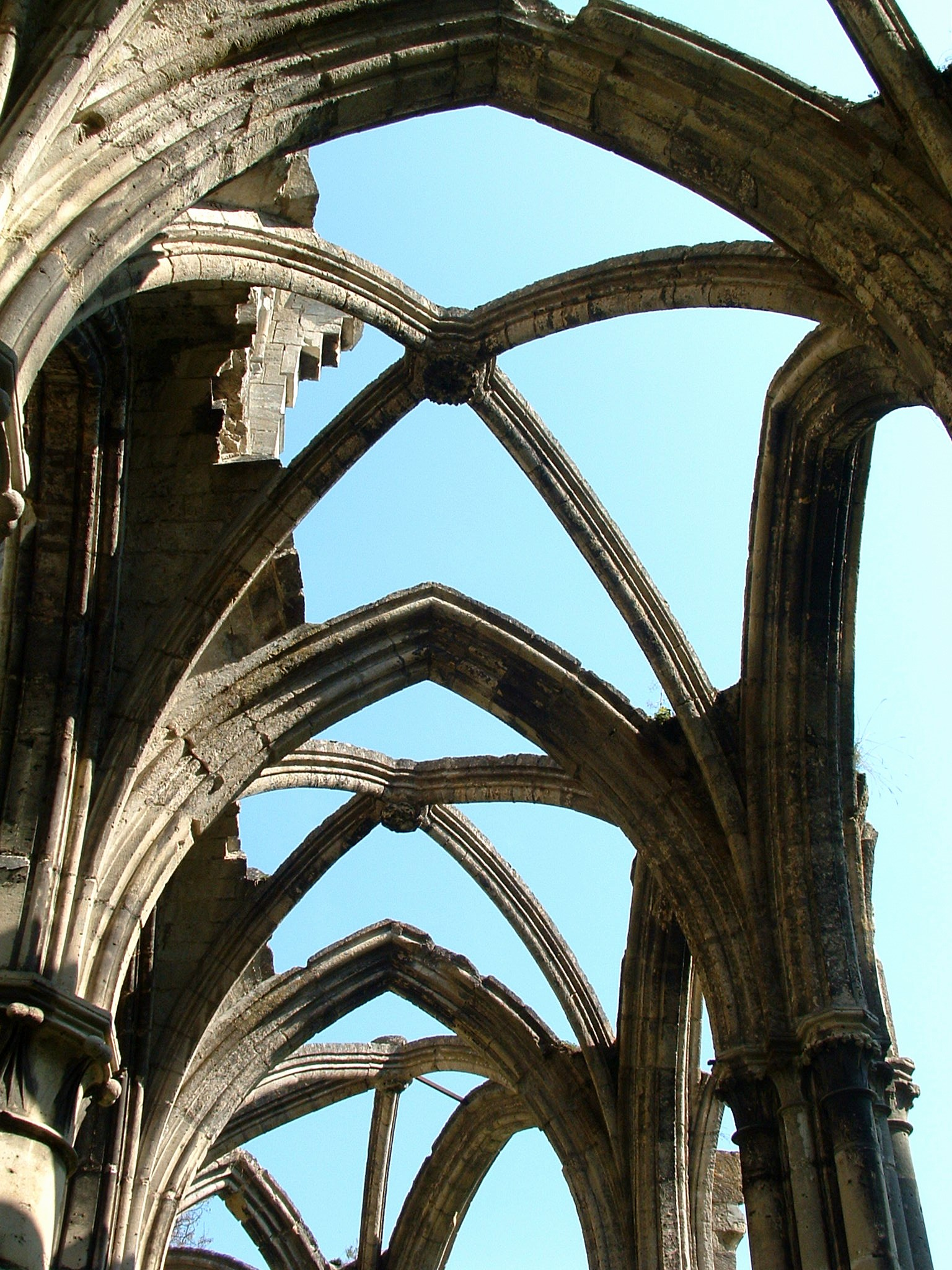

- Les ruines du Château Mennechet (1881-1903), construit sur les hauteurs du village de Chiry-Ourscamp vers 1880 et jamais achevé en raison du décès de son propriétaire, Alphonse Mennechet de Barival, en 1903. Ce château-galerie devait être le lieu d'exposition du musée personnel de Mennechet. Fortement affecté par les bombardements de la Première Guerre mondiale, il a perdu sa toiture et une grande partie de sa partie haute[59],[60],[61].
- Les ruines de la tour Mennechet, également détruite pendant la Première Guerre mondiale.

Le château Mennechet
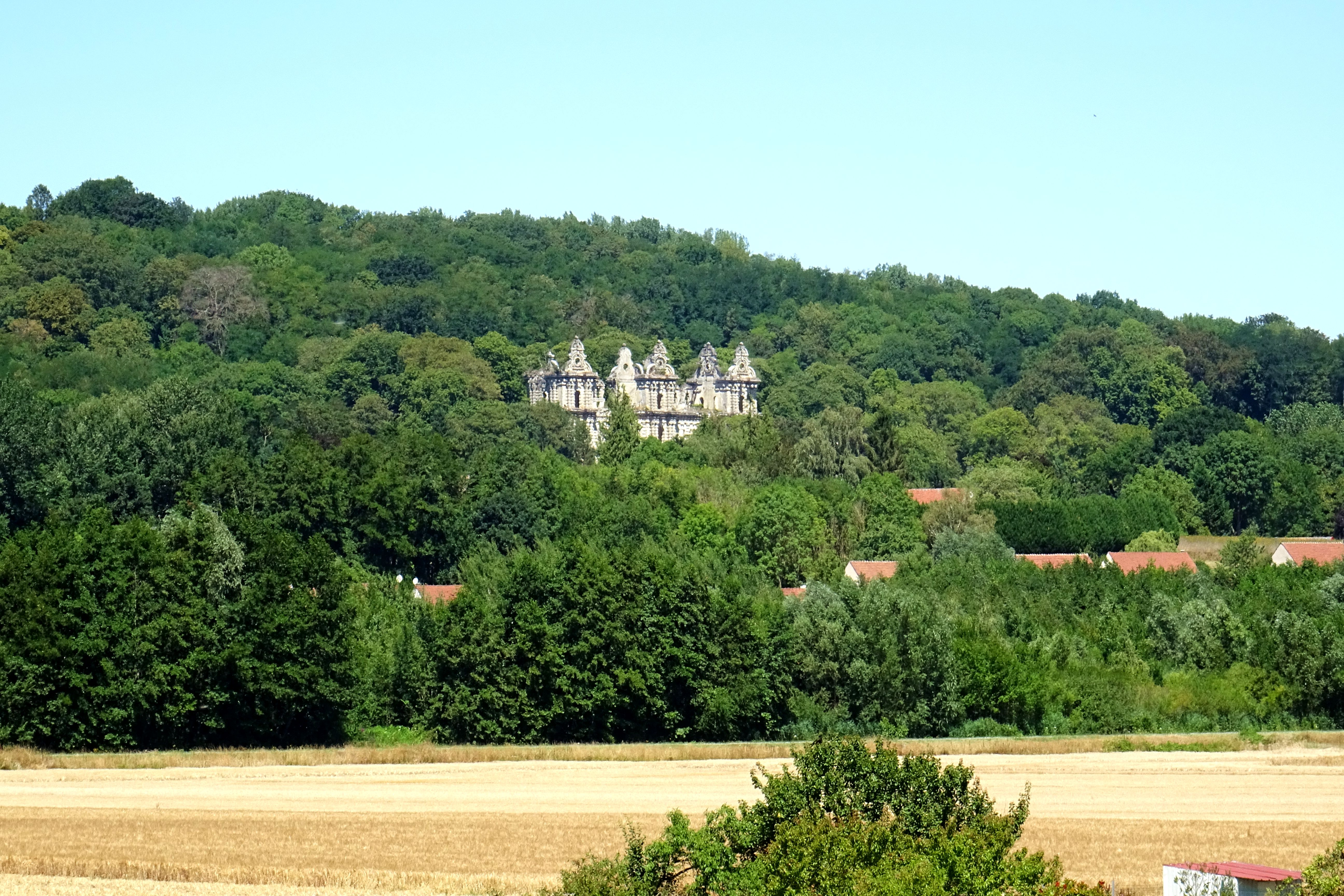
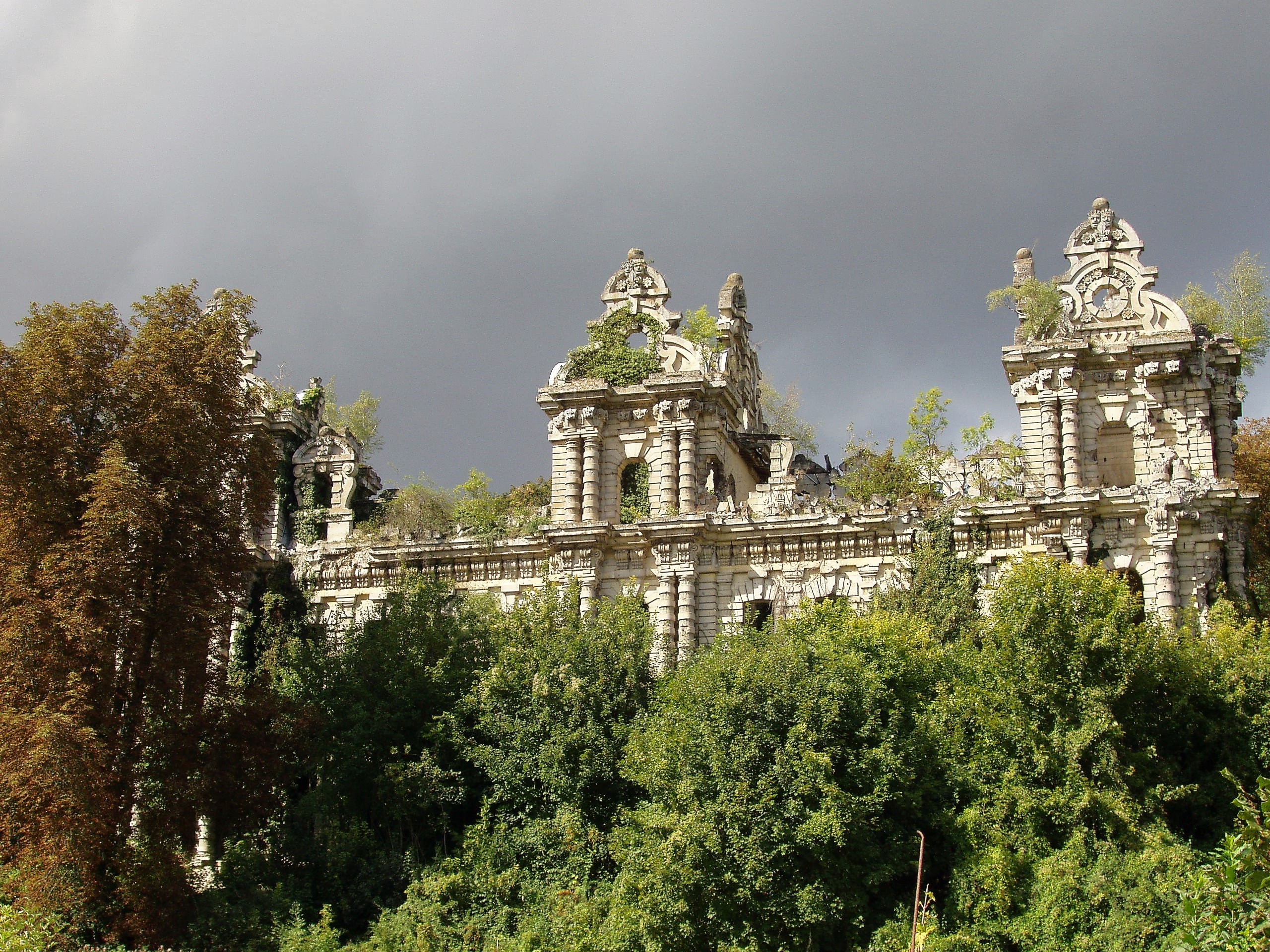
Le château Mennechet.
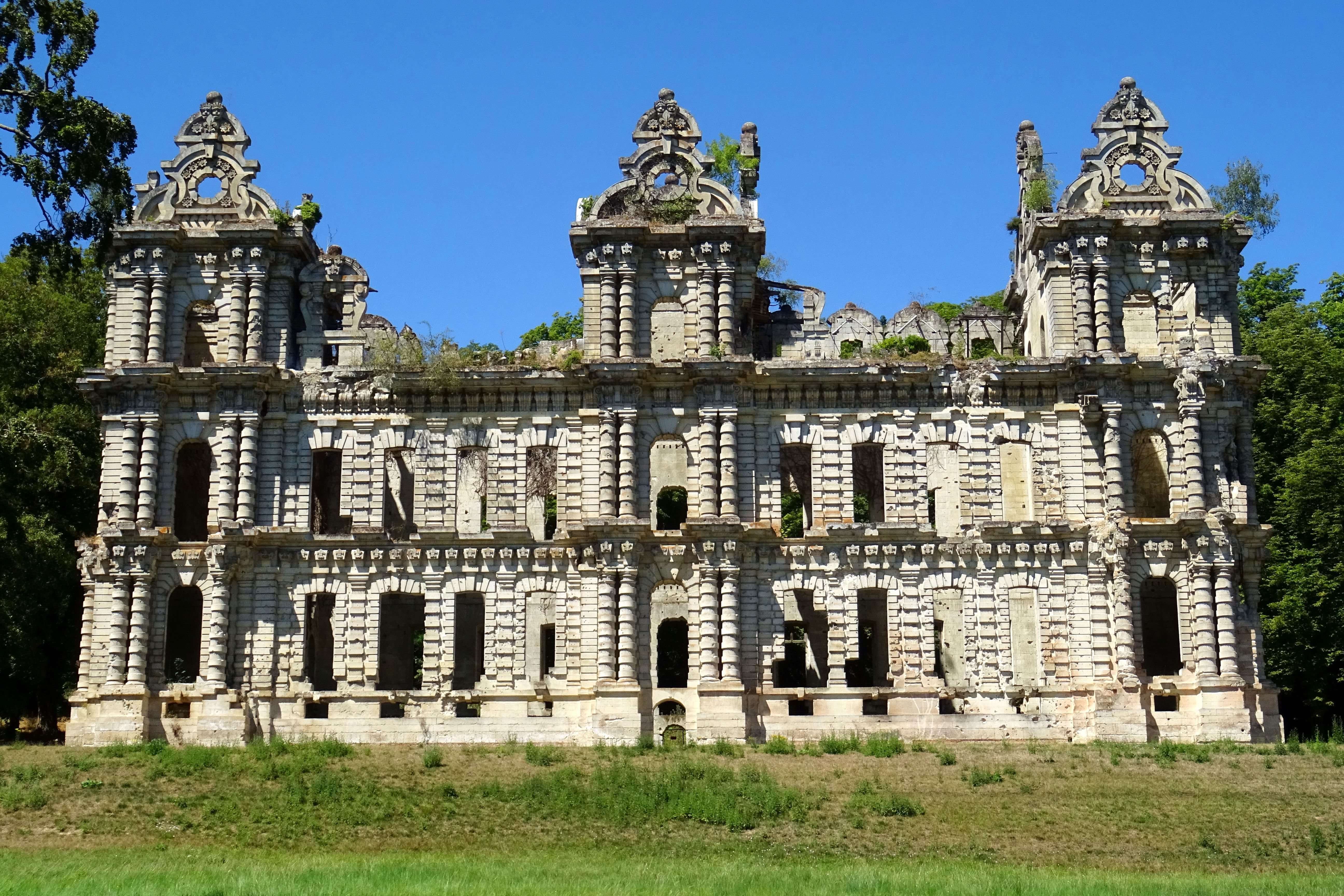
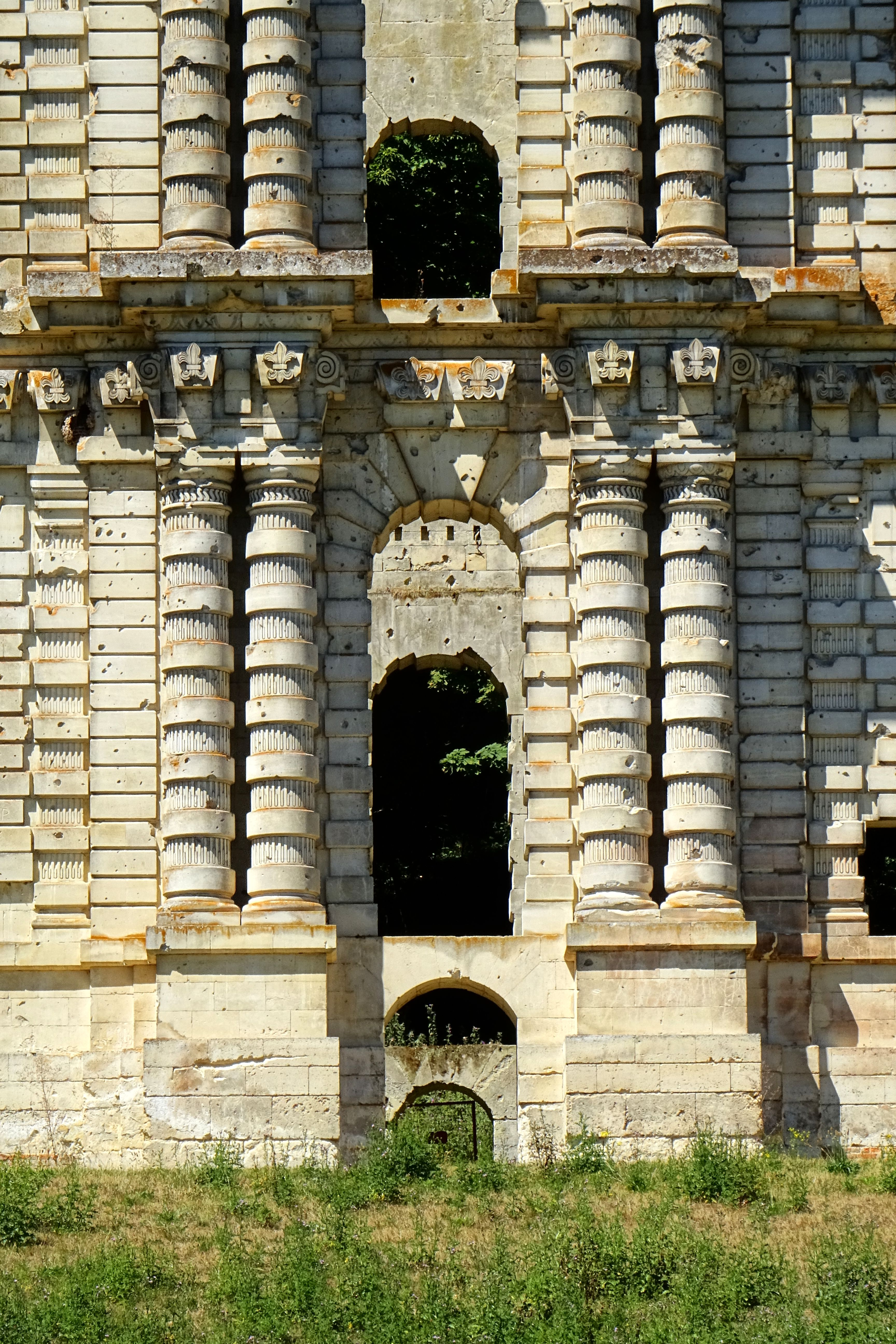
Rez-de-chaussée du corps central
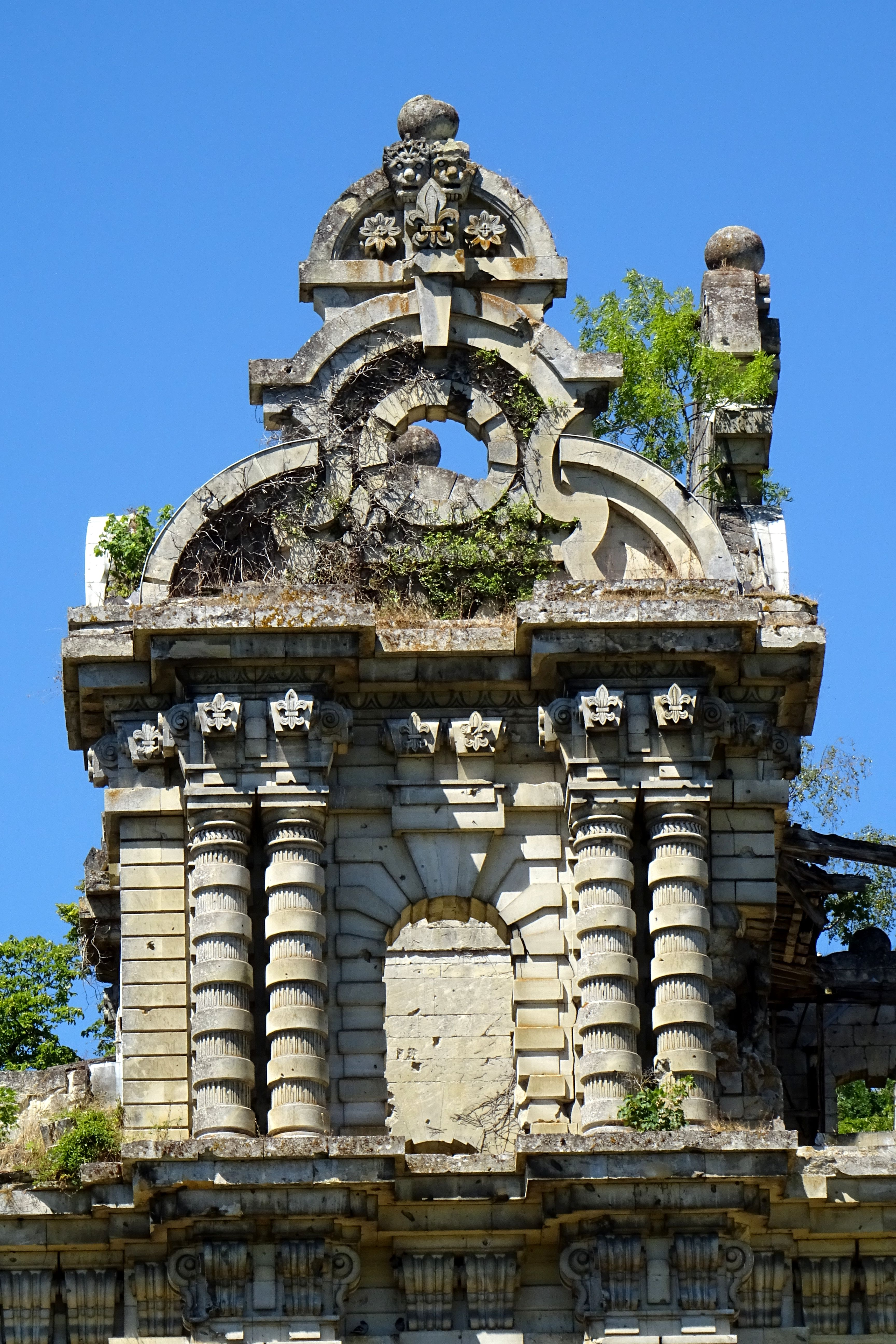
2e étage du corps central

- Le Mémorial départemental en hommage aux victimes civiles de la Première Guerre mondiale dans l'Oise, implanté le long de la voie express RD1032, aux abords de la rue du Point-du-Jour[62],[63],[42].
- L'église Notre-Dame ou Sainte-Anne (face à la mairie, classée monument historique en 1921[64]), élevée au XIIe siècle et lourdement restauré au XIXe siècle. À l'église primitive succède une grande église d'abord fermée d'un chevet plat puis de chapelles rayonnantes. Deux évêques de Noyon y sont inhumés ainsi que les sires de Coucy et de Roye. Une des chapelles (celle de la Famille de Roye) est dédiée à sainte Anne, dont la partie sommitale du crâne est exposée dans un reliquaire. Dans son Traité des reliques, Jean Calvin évoque le crâne de sainte Anne d'Ourscamp. Elle possède un portail Renaissance. Détruite en partie durant la Première Guerre mondiale, elle a été restaurée à l'identique sur les plans d'André Collin. 
L'église se compose d'une nef avec bas-côtés, du XVIe siècle, et d'un chœur formé d'une travée droite qui porte le clocher et d'une abside semi-circulaire, du début du XIIIe siècle mais très remaniée. 
La cuve baptismale du XIIIe siècle, ornée à chaque angle d'une tête humaine, et une statue en albâtre de saint Roch du XVe siècle proviennent de l'abbaye d'Ourscamp. Les stalles néo-gothiques sont intéressantes
L'église referme dans une châsse offerte par Mgr Le Senne le chef de sainte Anne[65].

L'église Notre-Dame
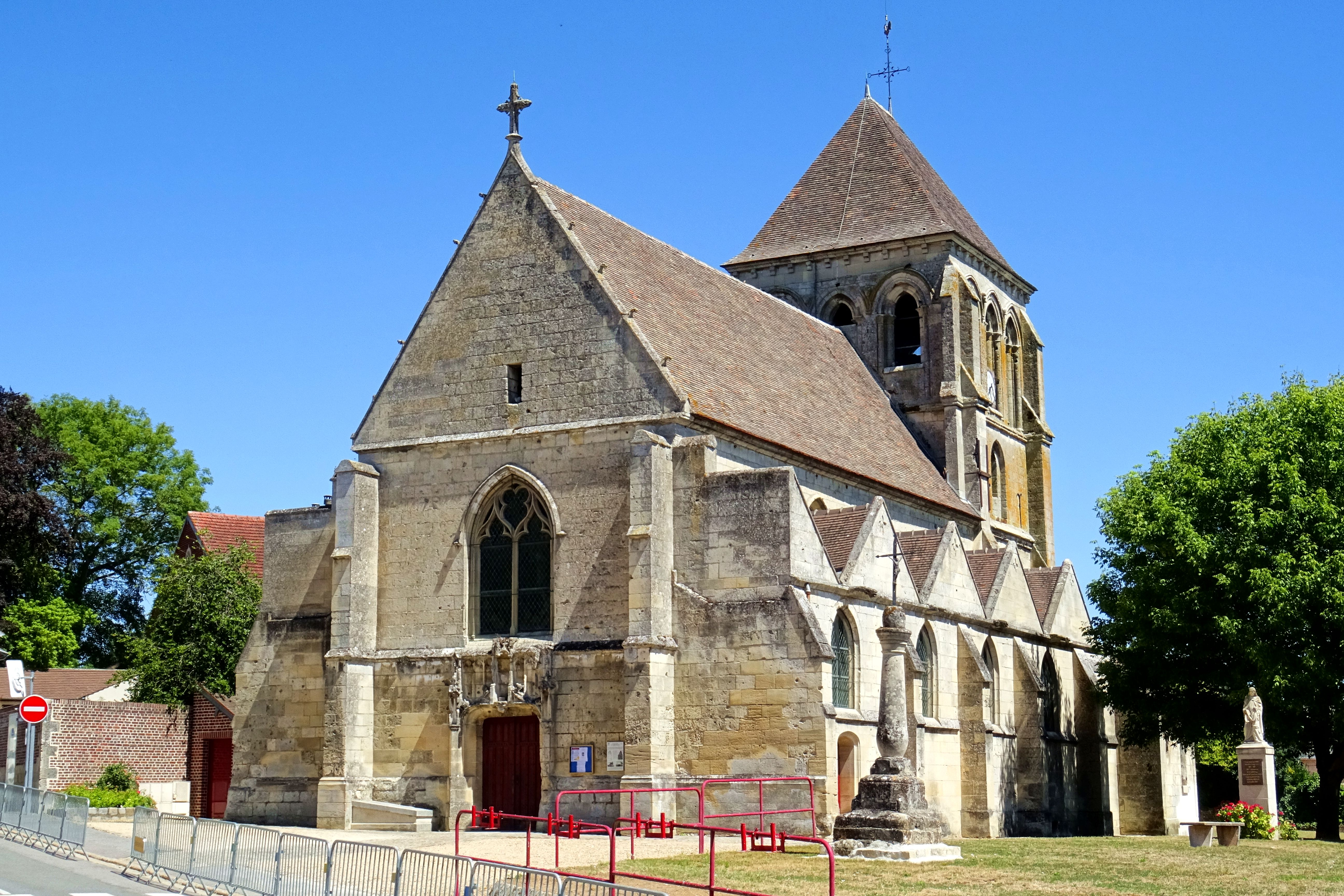
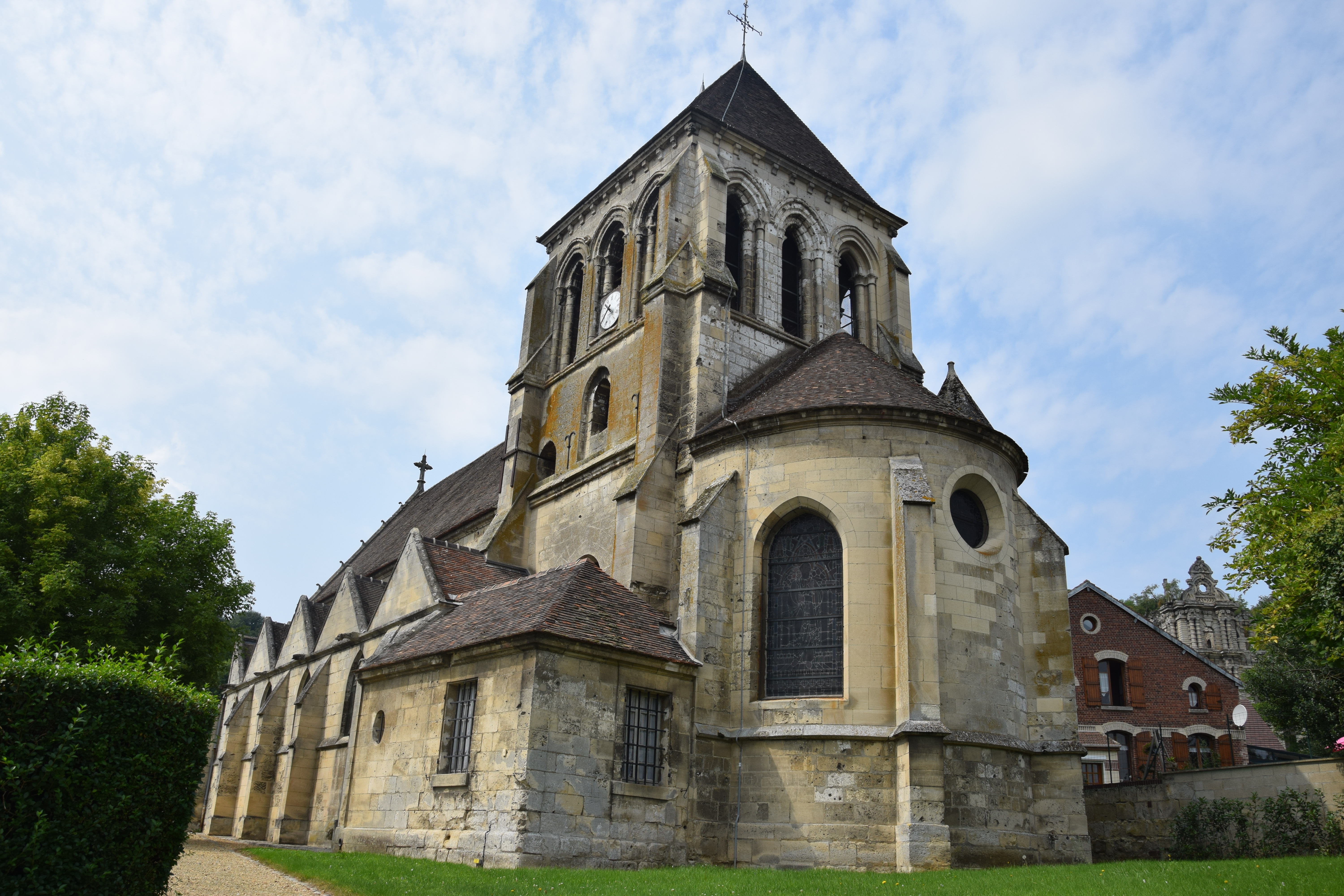
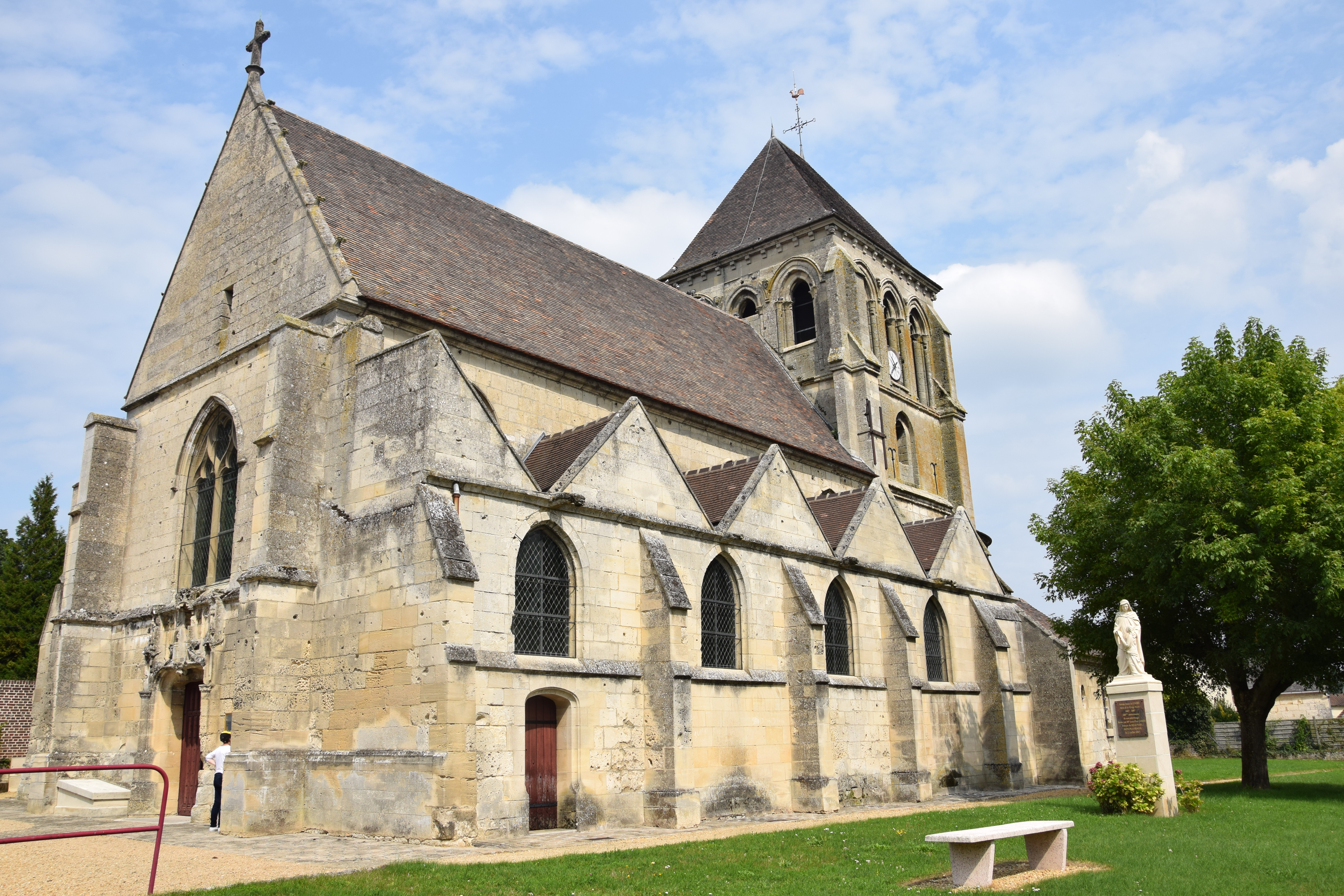
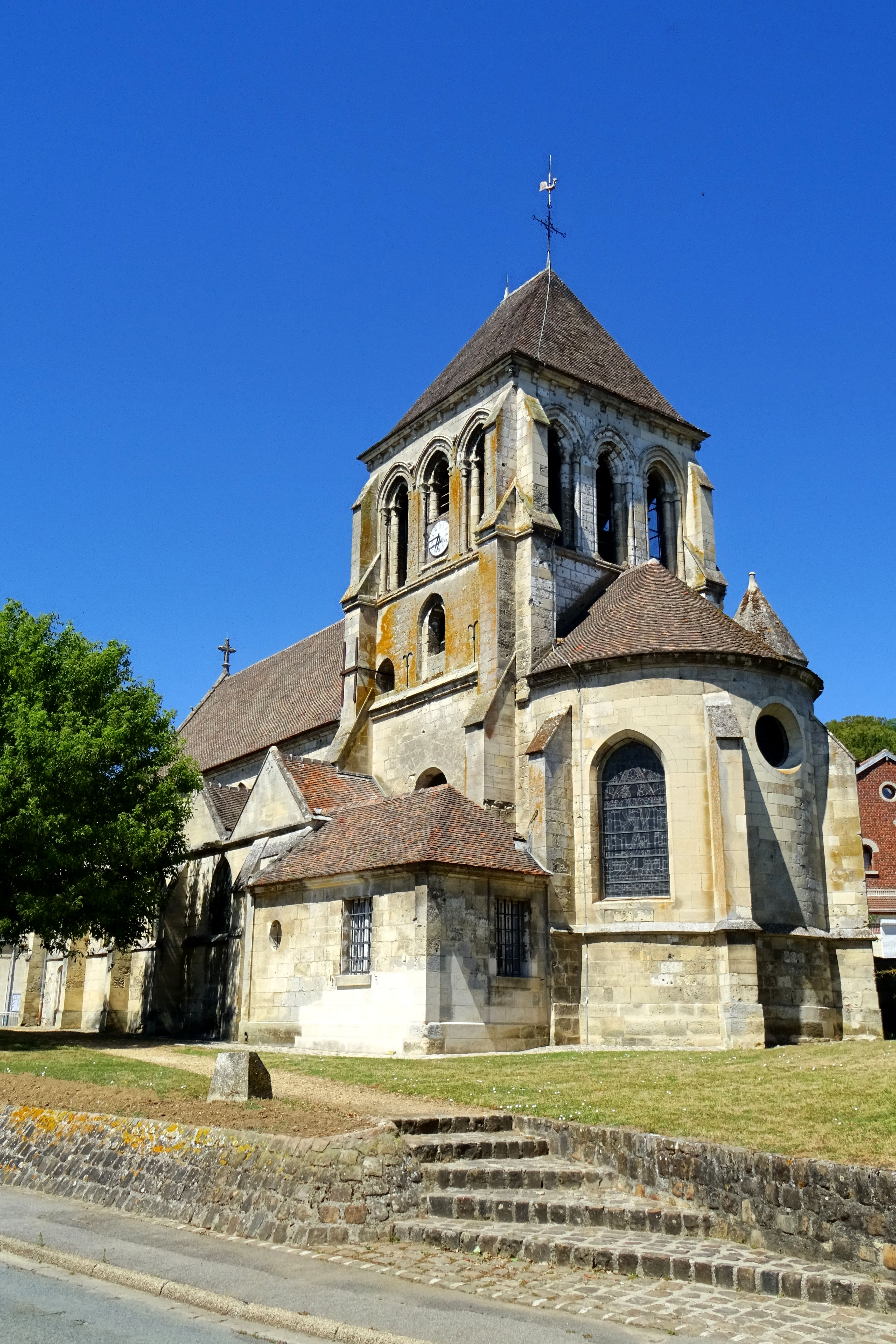
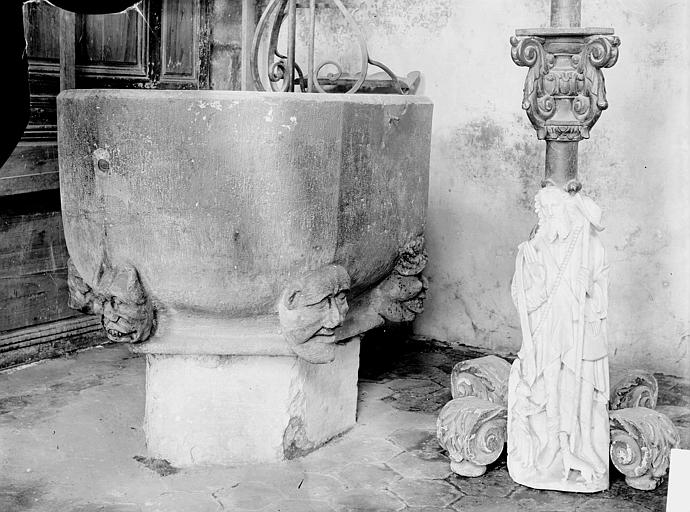
Fonts baptismaux au début du XXe siècle

- La chapelle Sainte-Anne (sur la RD 1032), élevée sur une parcelle du jardinier Hamelin en 1764 en bordure de la route nationale (rue Royale). Jadis chapelle Notre-Dame-de-Bons-Secours, elle a été dédiée à sainte Anne lors du transfert de la relique d'Ourscamp à Chiry en 1807.
- Les calvaires
- La statue de sainte Anne, œuvre de Charles Malinauska (2007)
- Les fortins allemands de la Cavée (vers 1915) et de la voirie Mademoiselle
- La table d'orientation de la voirie Fouquier (château d'eau)
- La table d'orientation du Mont-Hubert et le circuit 14/18 "Chiry-Ourscamp, premier village allemand sur la route de Paris"
- Le parc municipal avec son cadran solaire et ses woods spirits.

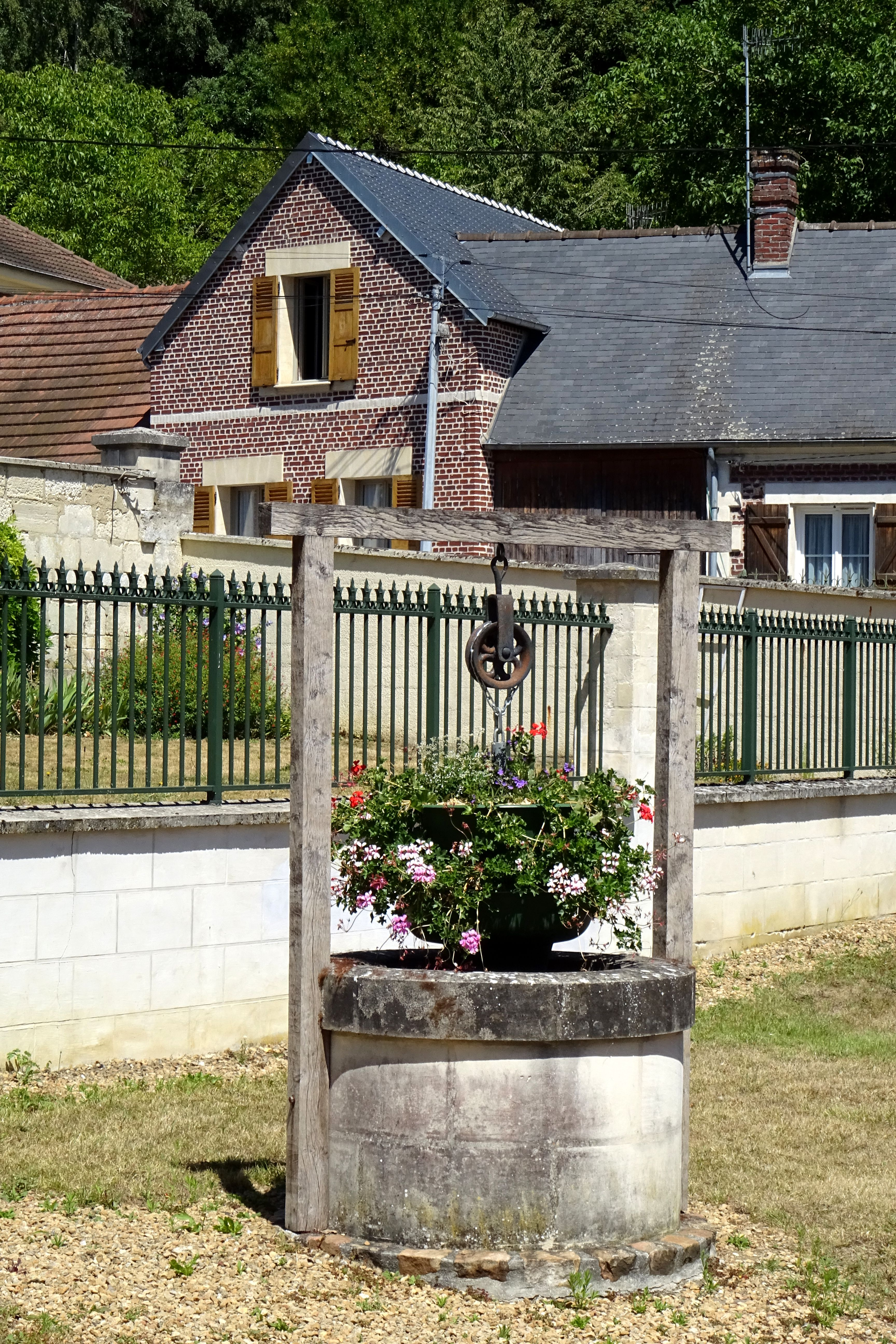
Puits, rue de l'église
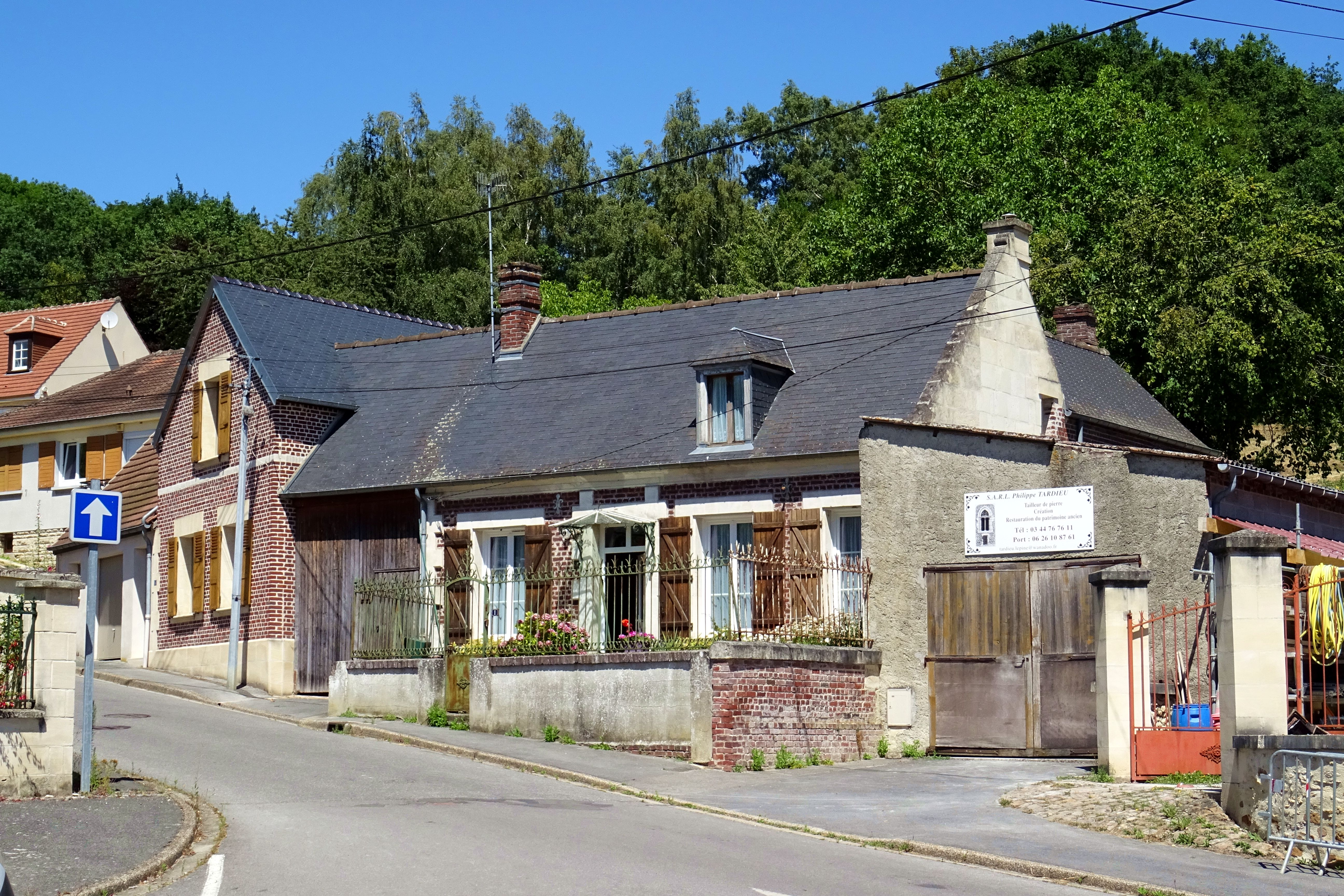
La rue du Jeu d'arc
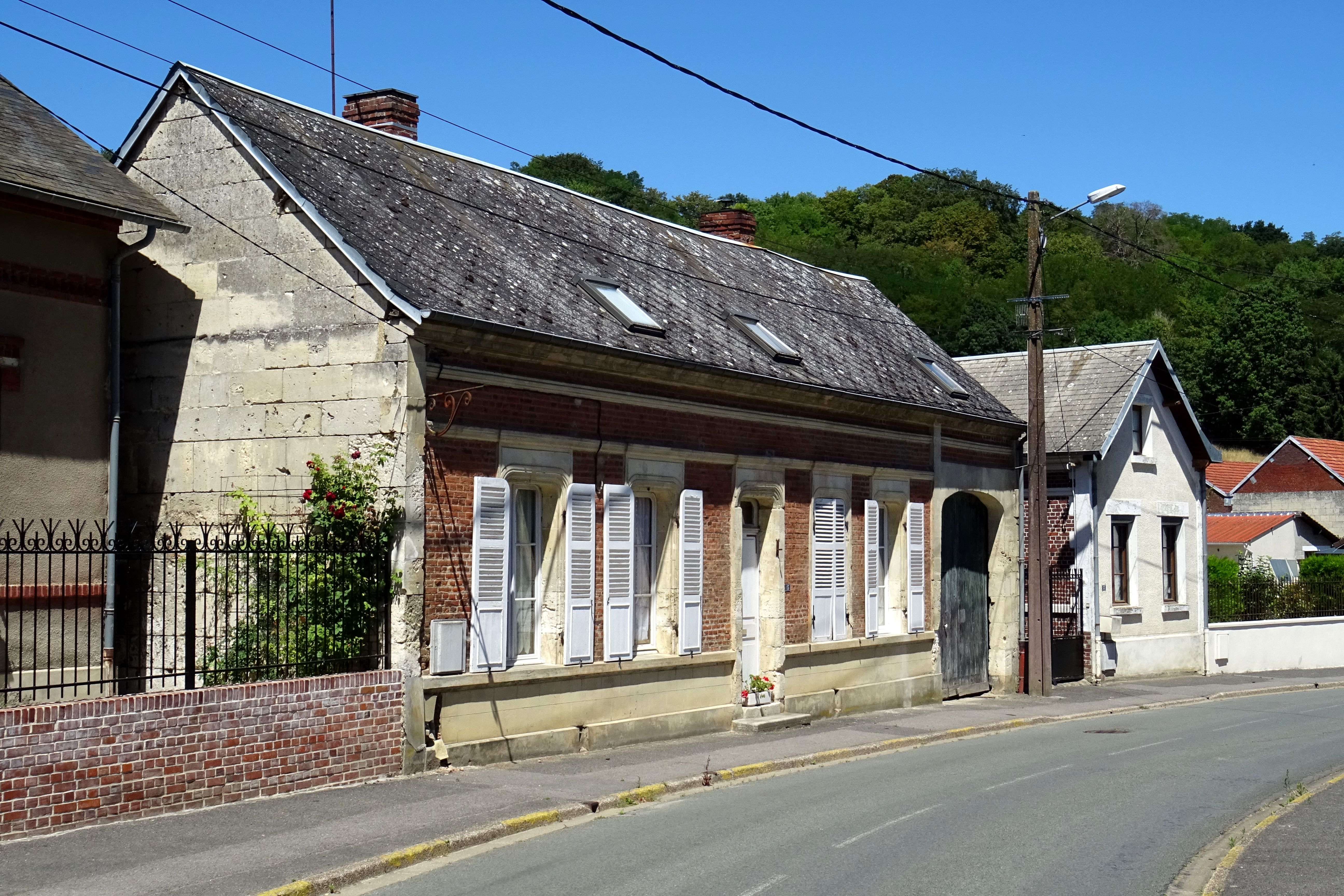
Maison, rue du Chêne
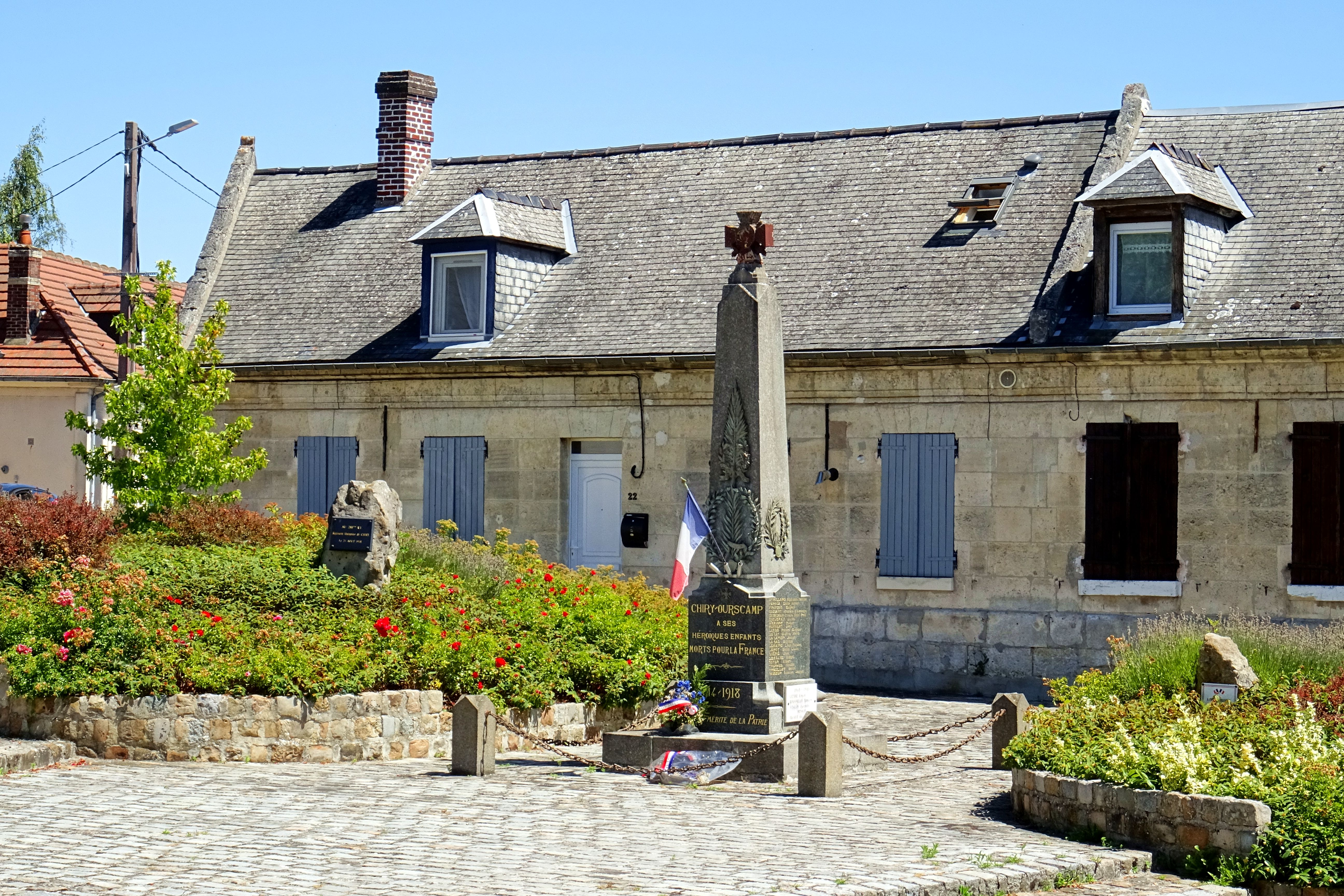
Monument aux morts
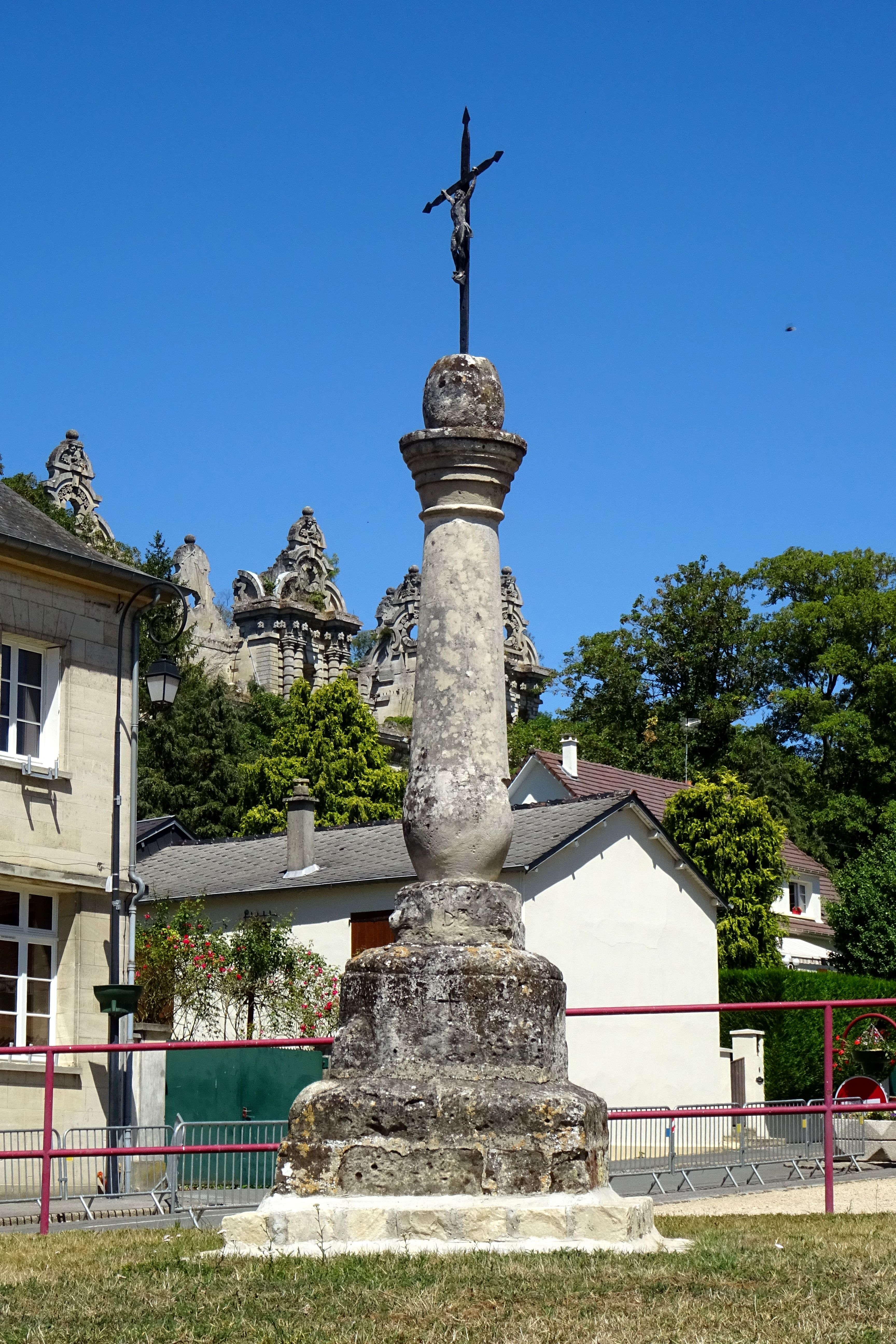
Calvaire devant l'église
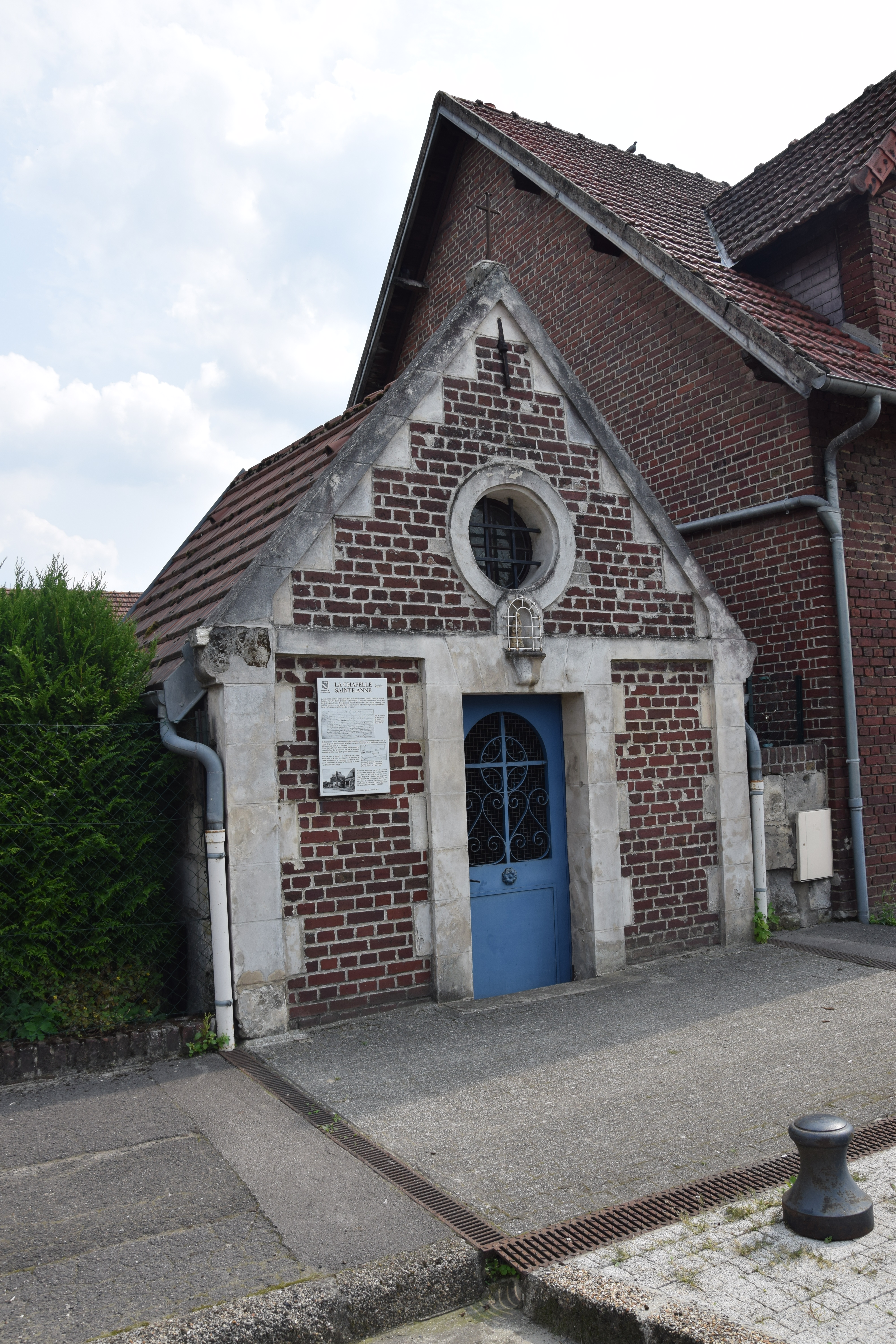
La chapelle Sainte-Anne.

### Personnalités liées à la commune
- Voir la liste des abbés d'Ourscamp
- Saint Bernard (1090-1153), moine cistercien, établit l'Abbaye Notre-Dame d'Ourscamp à la demande de Simon de Vermandois.
- Simon de Vermandois (v. 1100-1148), comte évêque de Noyon, fondateur de l'abbaye d'Ourscamp.
- Étienne de Lexington (1198-1258), fondateur du Collège des Bernardins de Paris, archevêque, mort à Ourscamp.
- Éloi Labarre (1764-1833), né à Ourscamp, architecte, membre de l'Institut de France.
- Achille Peigné-Delacourt (1797-1881), docteur, archéologue et historien, directeur de la filature d'Ourscamp.
- Eugène Viollet-le-Duc (1814-1879), auteur d'un article sur Ourscamp dans son Dictionnaire raisonné de l'architecture française (1863).

### Légende de l'ours d'Ourscamp
Une origine légendaire nous est parvenue du Ve siècle, autour du saint évangélisateur Éloi. Voulant se retirer en bordure de l'Oise dans un lieu proche de la forêt, l'évêque de Noyon Éloi (celui de la chanson Le Bon roi Dagobert), demande à édifier un oratoire en rive gauche de la rivière. Pendant la construction, un ours sort de la forêt et tue l'un des bœufs tirant le charroi. Informé de cela, Éloi vient sur place, appelle l'ours et lui intime l'ordre de prendre la place du bœuf tué. L'ours s'exécute docilement jusqu'à la fin des travaux. La légende de l'ours a parcouru le temps jusqu'à nos jours à travers des souvenirs. Des ours auraient été élevés jusqu'au XVIe siècle dans une tour de l'abbaye cistercienne. Les armes des abbés d'Ourscamp étaient ornés d'un ours emmuselé passant. Au XVIIIe siècle, la grille d'honneur de l'abbaye était encadrée de deux piédestaux surmontés d'ours (visibles sur la gravure de Tavernier de 1787). Enfin, le propriétaire civil du monastère fait sculpter au XIXe siècle au fronton central du logis abbatial, un ours.

### Héraldique
| [[Image:\|Blason à dessiner\|100px]] | Blason  | De gueules à la bande d'argent, au chef cousu* d'azur chargé d'un ours passant au naturel muselé de gueules. Ornements extérieursCroix de guerre 1914-1918 |
| [[Image:\|Blason à dessiner\|100px]] | Détails | * Ces armes emploient le terme « cousu » dans le seul but de contrevenir à la règle de contrariété des couleurs : elles sont fautives. S'inspire du blason de la famille de Roye dont Ode a été l'une des bienfaitrices de l'abbaye d'Ourscamp. L'ours, quant à lui, fait référence à la légende de saint Eloi. Adopté le 20 février 1973. |

## Pour approfondir